# 国鉄105系電車
105系電車（105けいでんしゃ）は、日本国有鉄道（国鉄）が1981年（昭和56年）から製造した直流通勤形電車である。国鉄分割民営化後は東日本旅客鉄道（JR東日本）と西日本旅客鉄道（JR西日本）に承継された。

## 概要
地方の電化ローカル線に残存していた、戦前から1950年代に製造された吊り掛け駆動方式の40系や72系などのいわゆる「旧形国電」を淘汰するべく投入された形式である。
旧形国電の置き換えについては、大都市圏の線区に最新式の車両を投入することで捻出される経年の新性能電車を転用および新製増備で対処する構想もあったが、利用者の少ない時間帯に2両編成の列車を運行している路線では、原則として長編成を組む大都市圏での運用を前提に電動車2両で1つの機構として完成するユニット電動車方式（MM'方式）を採用している101系以来の新性能電車では、2両編成を組んだ場合は2両とも電動車とならざるを得ないことから、ローカル線では過剰性能の上に不経済であり、変電所容量などに問題が出る可能性もあった。
そこで、電動車1両に駆動機器を完結させた旧形国電と同様にMT比1対1の2両編成を組むことができるように、103系をベースに電動車1両に走行機器を集約した構造を持つ車両として開発されたのが105系である。これが「1M方式」であり、後年同様の思想を持って誕生した車両（119系）を含めて「1M国電」や「新性能1M国電」という通称で呼ぶこともある。

## 構造
国鉄における1M方式の新性能電車としてはすでにクモユ141形や143系といった事業用車両での実績があったが、これらは駅間距離の長い線区を113系・115系と併結して高速走行するのに適した性能を有していた。しかし本系列投入線区は駅間距離が短く最高速度も低いため、性能面ではむしろ大都市の通勤電車の主力である103系に相当するものが求められた。
このため新設計にあたっては、簡素化のうえ経済性を重視したシステムとすること、新設計品である主制御器・主抵抗器以外は極力標準品を採用すること、将来の投入が予想される線区にも配慮した構造を採用することに重点が置かれた。
後者の具体的な内容は、抑速ブレーキや耐寒耐雪設備を容易に追加・変更できる点である。

### 主要機器
電動車1両で走行可能なシステムを採用し、電動車1両あたり付随車1両を連結する構成で経済性を確保している。運転に必要な機器類はすべて電動車に搭載しているため、1両で入換等にも使用可能である。基本は1M1Tであるが、25パーミルの勾配までは1M2Tでも起動可能であり、旧形電車の1M1Tに相当する性能が発揮できる。
台車と主電動機には、当時の国鉄の標準的通勤形電車であった103系と共通のDT33形台車とMT55形主電動機を装備した。1:6.07 （15:91）の歯数比、発電ブレーキ付、応荷重装置・空転検知装置付である点も103系と同様である。
主回路については、簡素化と小型化のためMT55形4台で永久直列回路を組み、直並列組合わせ制御は行わない。主制御器は新たに開発された1M方式用のCS51形で、103系程には高加速性能を要さないと判断し、制御段数もより少なく設計されている。また、編成中の主要機器や補機類の数が少ないことから、走行時の冗長性の確保は重視されており、主電動機は台車単位で開放可能とし、非常時には2個モーターのみでの走行も可能であるほか、電動発電機（MG）停止時にも最寄り駅まで走行可能なように、制御に必要な電源は常に蓄電池から供給されている。変電所容量の小さい線区を走行する際は、運転台の切り替えスイッチで限流値を低く設定できるようになっている。
主抵抗器はMR147形で、電動送風機を廃した自然冷却方式が採用された。

## 新造車

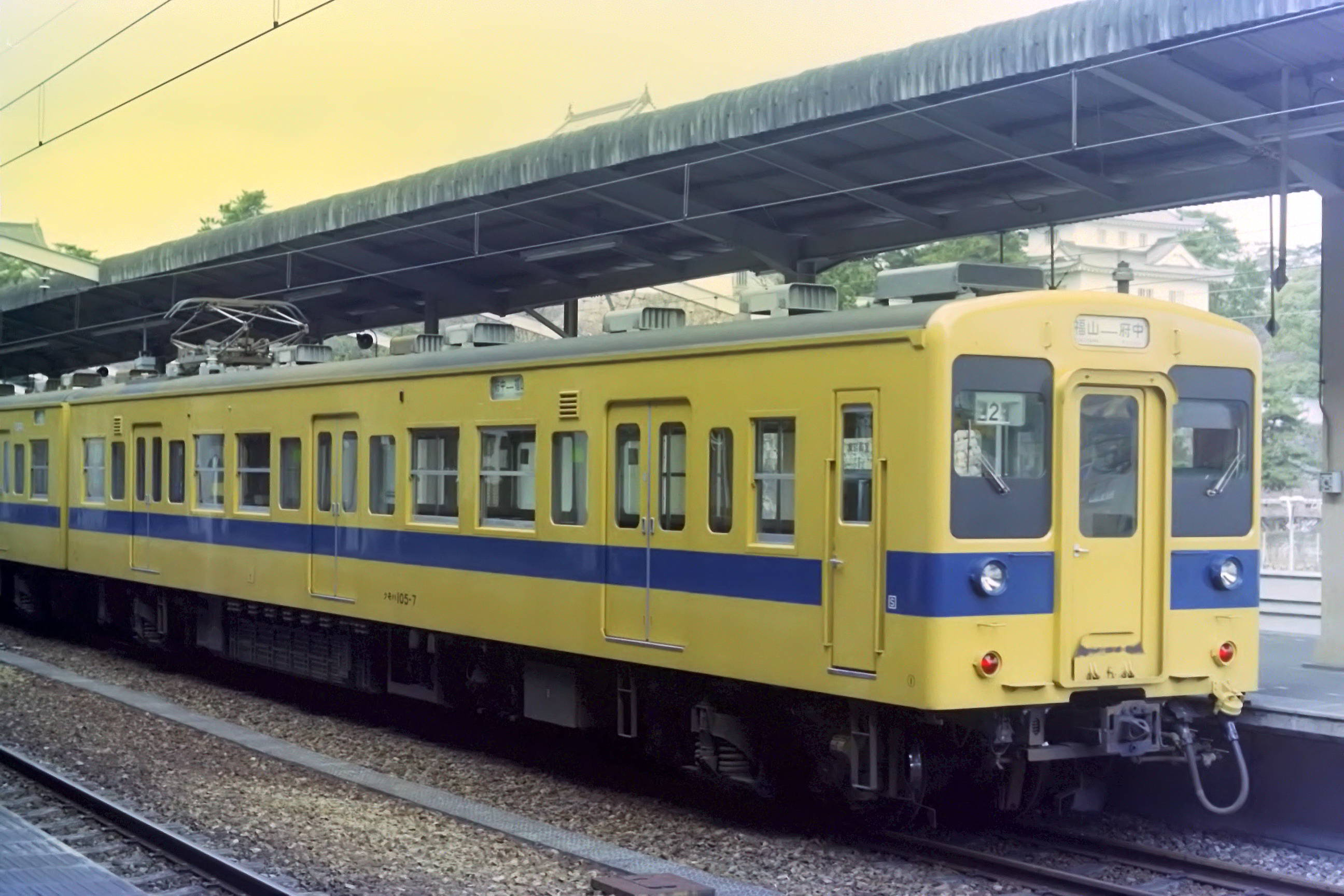
クモハ105-7 福山駅

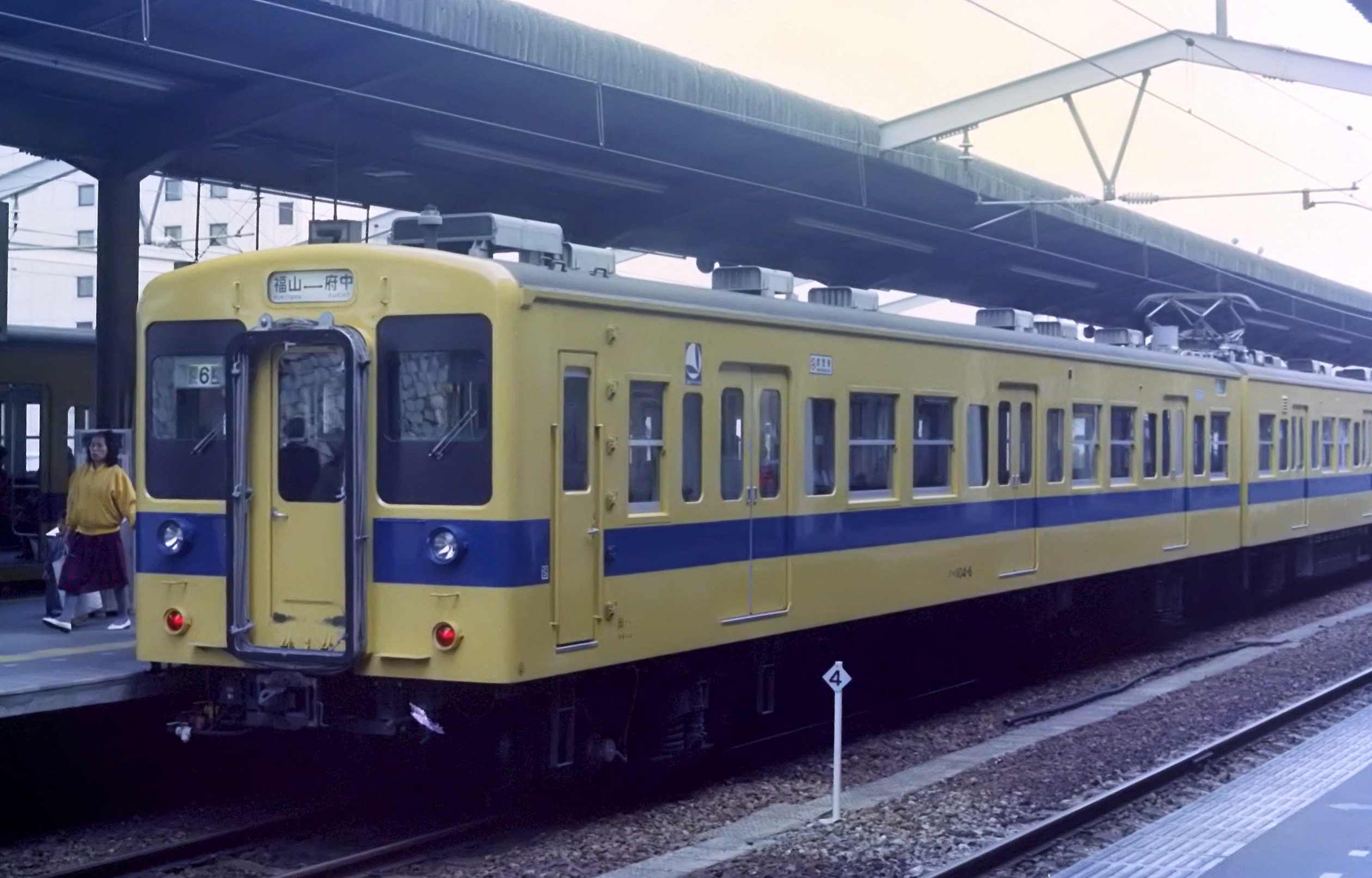
クハ104-6 福山駅

1981年（昭和56年）初頭に福塩線および宇部線・小野田線の旧形電車の置き換え用に製造されたグループである。
車体の基本構造は103系と同じで、先頭車の前頭部は踏切事故を考慮した強化形で、運用の都合から貫通形となり、窓周りに201系と同様の黒色ジンカート処理を施している。車体断面も単純化され、屋根コンタ（輪郭線）は201系と同様となり、中央部5,000 R、肩部250 R（単位はミリメートル。以下同）のごくシンプルなものに変わった。対する103系のそれは肩部から順に250 R・1,000 R・2,500 R・5,000 Rであった。。
構体は201系同様に腐食対策を強化しており、台枠と外板の接合部にシール材の充填、客用ドア周囲の全周溶接、通風器と雨樋のFRP製化、乗務員室側開戸（がわひらきど）と客用ドアのステンレス化など実施した。
側面は両開きの客用扉を片側3か所とし、自動・半自動の切換が可能である。戸閉装置は半自動でも軽く開閉できるTK8A形が採用された。無人駅での車掌業務に配慮し、417系同様に扉の開閉は編成中のどの運転台からでも操作が可能である。
側面窓は上段・下段とも上昇式のユニット窓が基本であるが、行先表示器のある部分の窓の上段は下降式となった。ユニット窓の幅は1,072 mmまたは513 mmである。電動行先表示器は車端部側窓上部に備えるが、連結した際に隣り合うのを防ぐため点対称の配置で取り付けられている。
内装のカラースキームは201系に準じたものとされた。座席はすべてロングシートであるが、長時間の乗車に配慮して座面の奥行きを50mm深く、また高さを20mm下げたものとしている。ローカル線での運用が主となるため冷房装置は搭載されなかった。
外部塗装は宇部・小野田線向けが朱色1号の単色、福塩線向けが黄5号をベースに青20号の帯入りとなった。
MGについては、103系冷房改造時の発生品であるMH97-DM61A（容量：20kVA）を流用している。空気圧縮機 (CP) については国鉄型電車の汎用品であるMH80A-C1000形を採用している。
応荷重装置は103系0番台と同じくブレーキ力調整弁方式が採用されており、扉を閉める際に再調整電磁弁の動作により「シュッ」と言う空気音が発生する。

### 形式
当初の計画どおりに制御電動車クモハ105形と制御車クハ104形を連結した2両編成を標準としたが、4両編成での運転がある福塩線には運転台設置のコストを省いた中間電動車モハ105形と付随車サハ105形も用意され、クモハ-サハ-モハ-クハの4両編成が4本落成した。
クモハ105形0番台
新造された制御電動車。主電動機、主制御器、主抵抗器、パンタグラフ、MG、CPなど運転に必要な機器をすべて搭載する。
モハ105形0番台
新造された中間電動車。クモハ105形0番台から運転台を廃した構造を持っていたが、すでに形式消滅している。
クハ104形0番台
新造された制御車。
サハ105形
新造された付随車。クハ104形0番台から運転台を廃した構造を持っていたが、1985年3月に形式消滅している。
クモハ105形27両・モハ105形4両・クハ104形25両・サハ105形4両の計60両が製造され、福塩線用として府中電車区（後の府中鉄道部）に4両編成4本、2両編成4本の24両、宇部・小野田線用として宇部電車区（後の宇部新川鉄道部）に2両編成17本、増結車2両の36両が配置された。モハ105形・サハ105形は1984年と1985年に先頭車化改造が行われ、新造後わずか4年で形式消滅している。

2021年10月現在の陣容は、クモハ105形20両とクハ104形16両の計36両である。クモハ105形の中には単独で増結用とされている車両も存在している。

## 改造車

### 西日本地区向け

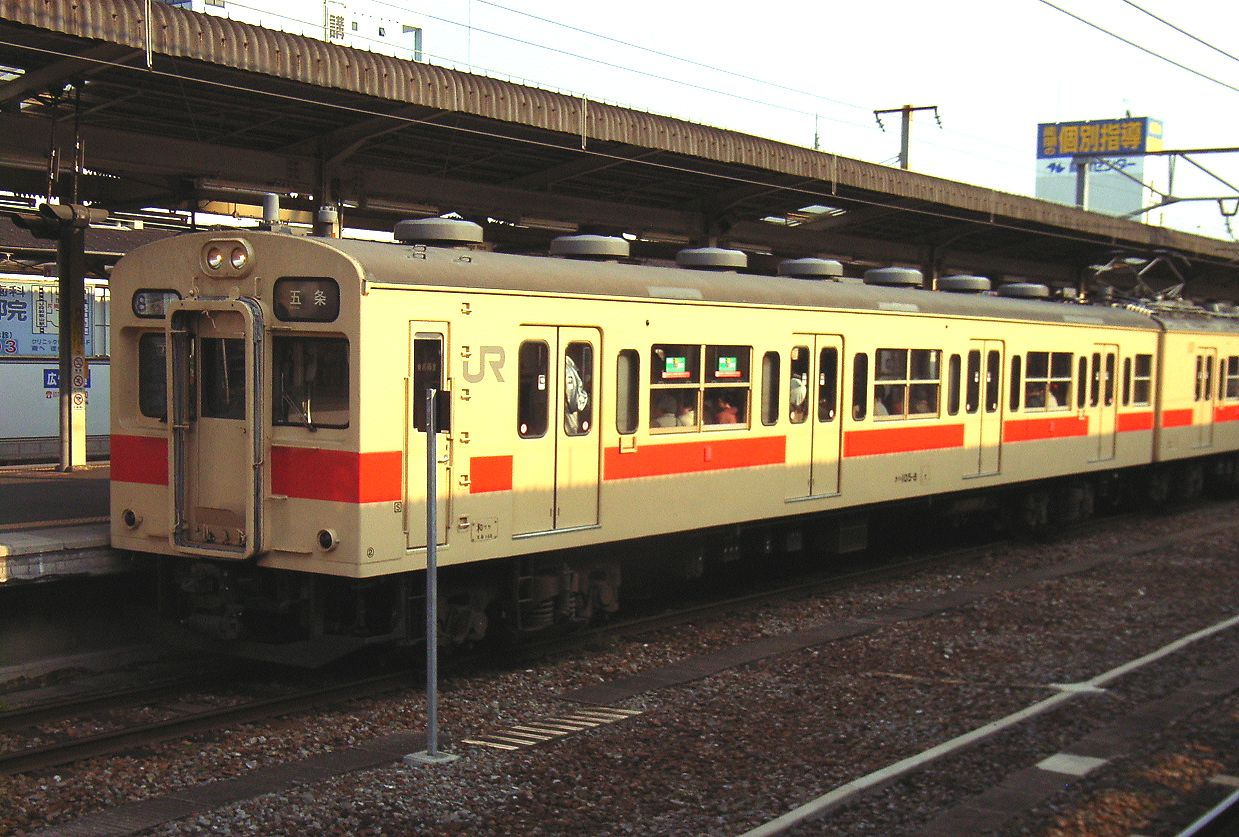
桜井線・和歌山線用のクハ105形0番台（2008年3月6日 和歌山駅）

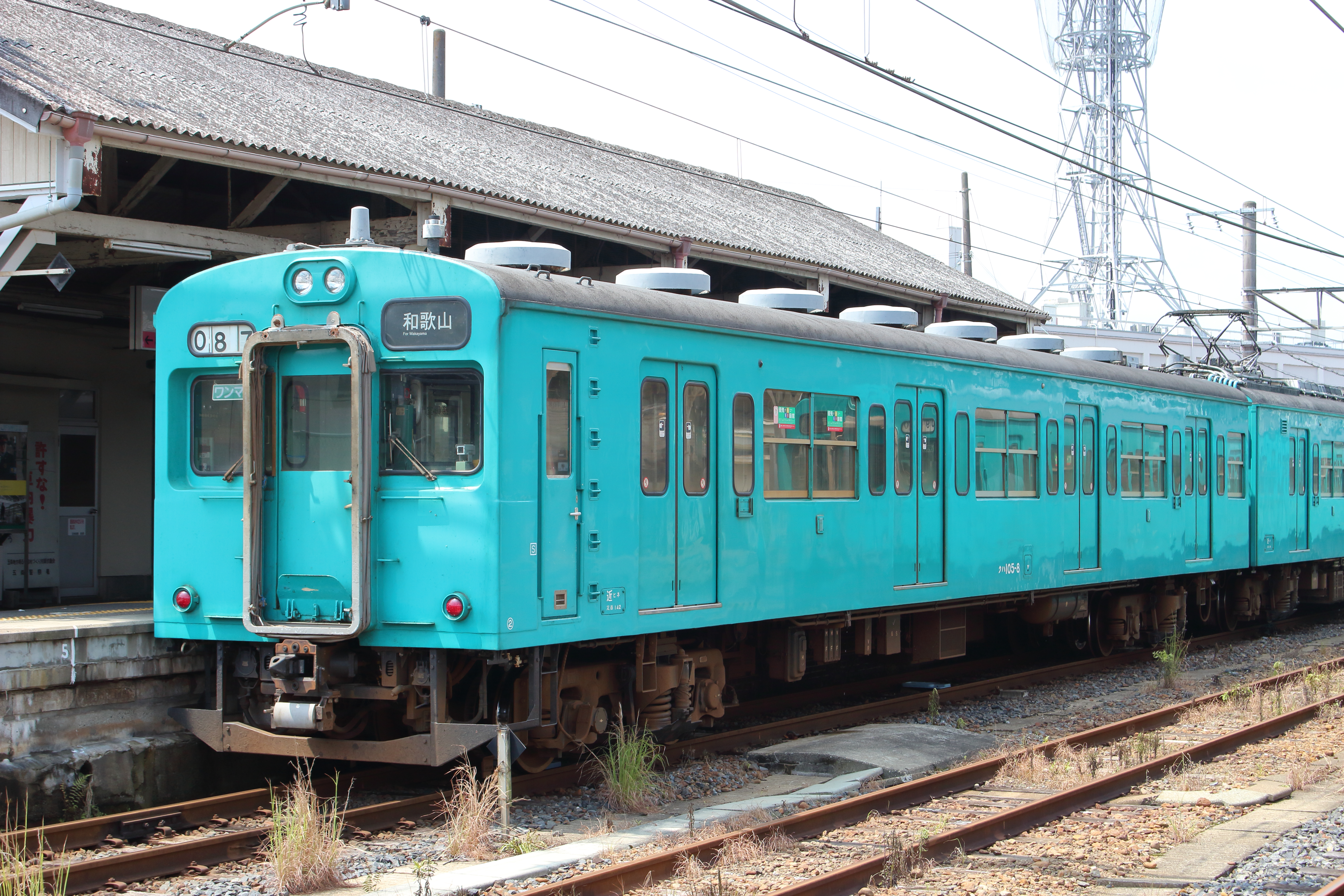
クハ105‐8（2019年7月）

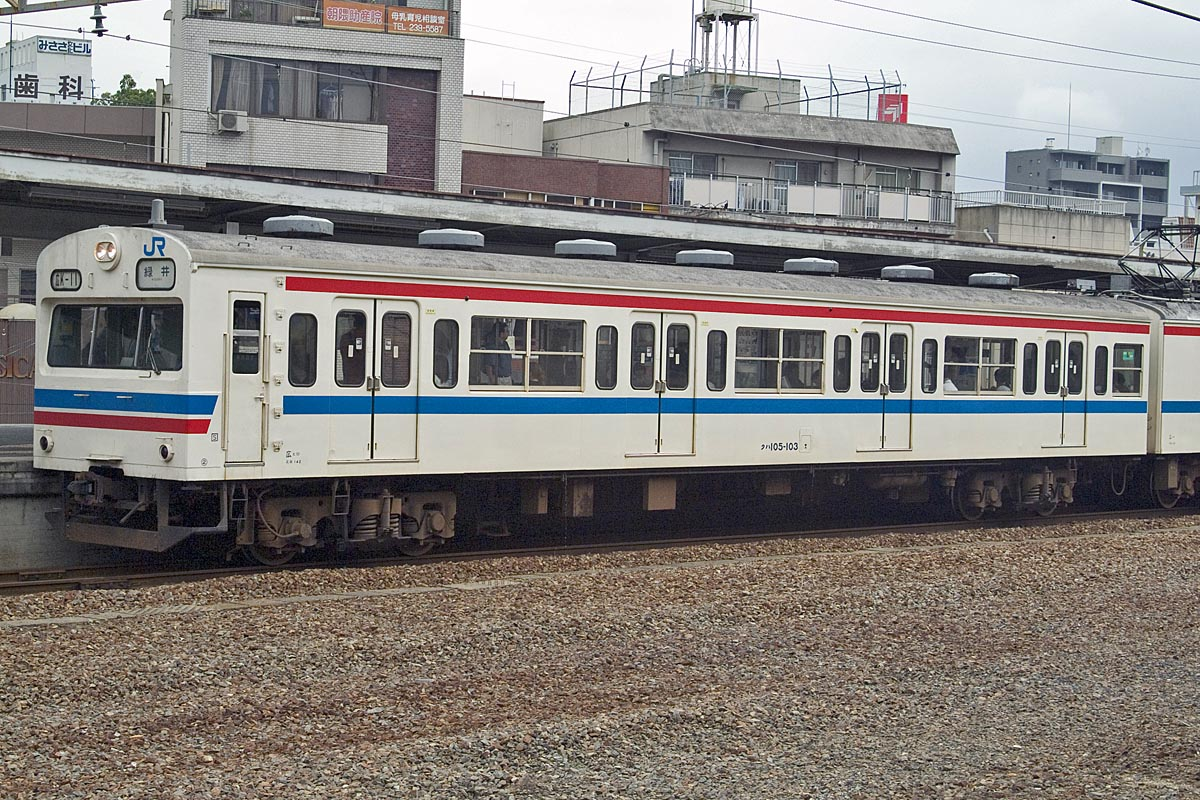
クハ105形100番台
（2003年8月25日 横川駅）

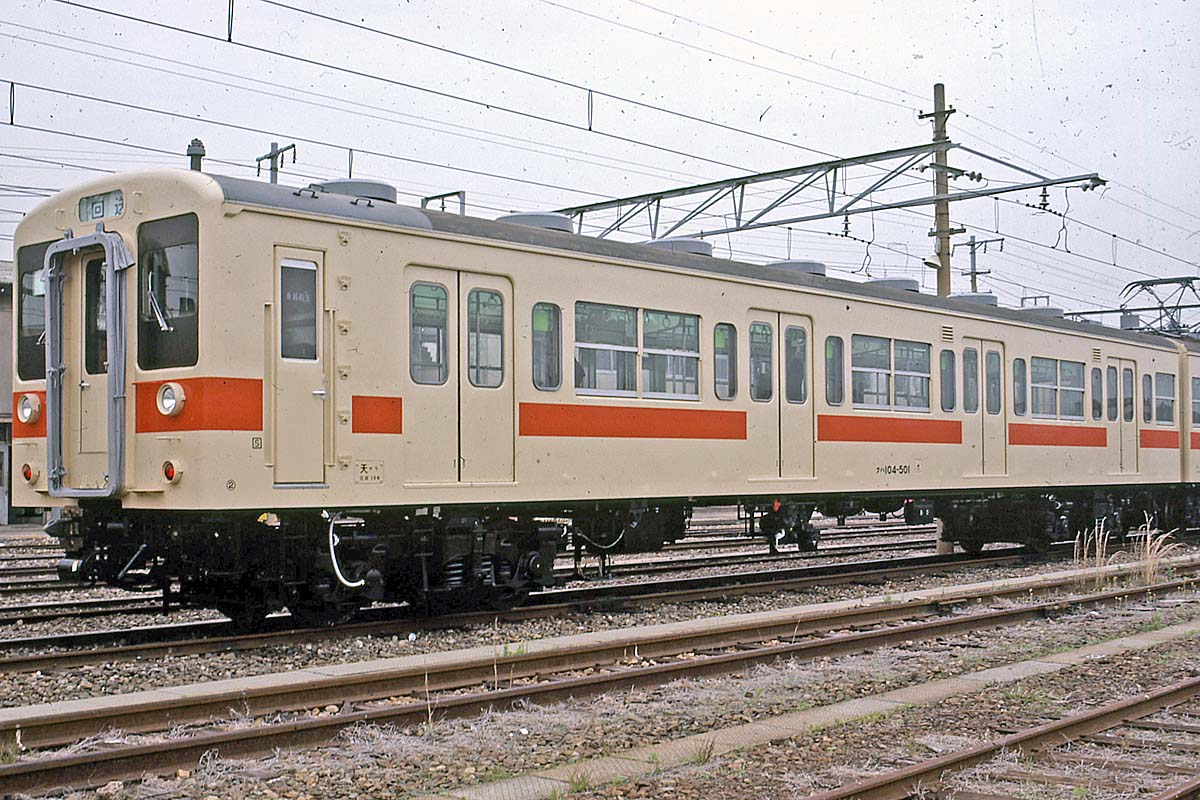
桜井線・和歌山線用のクハ104形500番台
（1984年 淀川電車区）

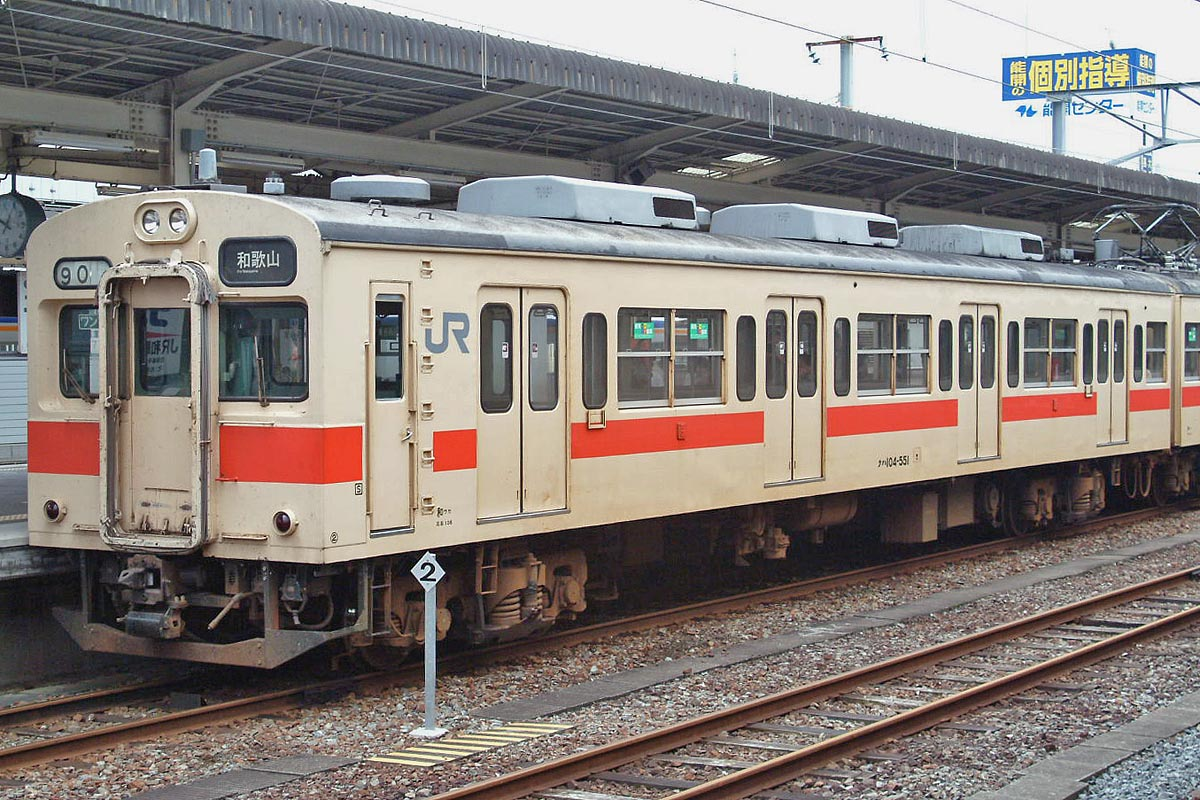
改造車グループ唯一の分散式冷房搭載車であるクハ104-551
（2003年9月21日 和歌山駅）

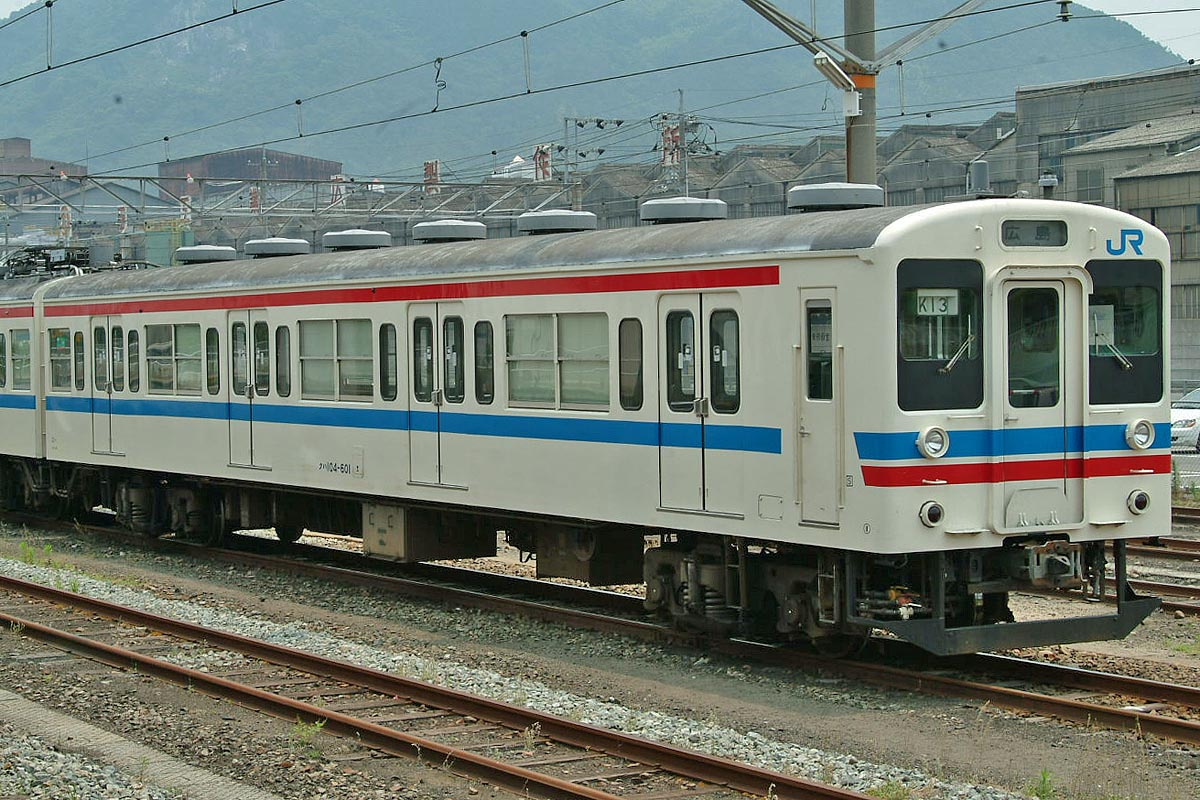
クハ104-601
（2005年6月19日 広駅）

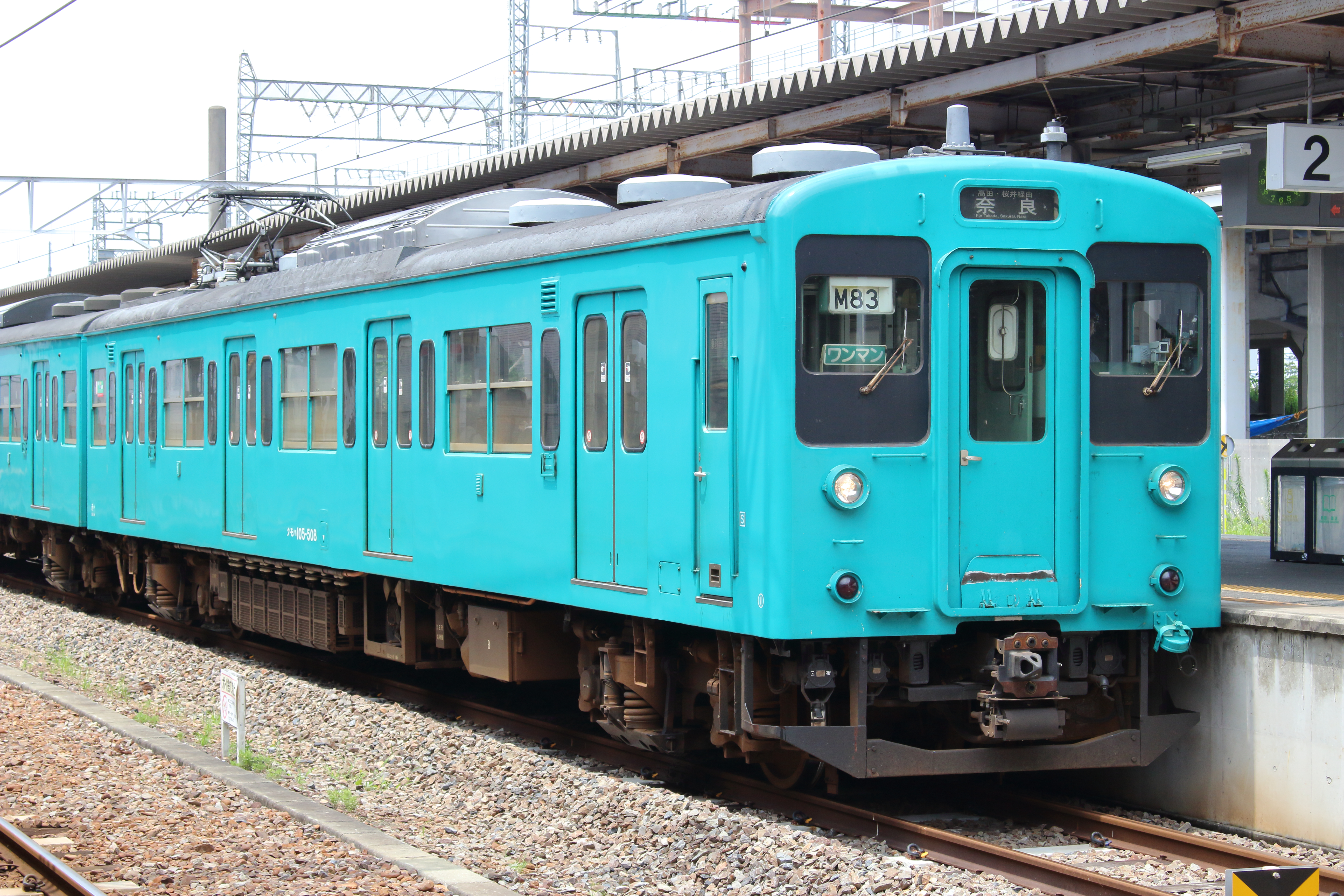
クモハ105-508(2019年7月)

1984年の奈良線・和歌山線五条駅 - 和歌山駅間・紀勢本線和歌山駅 - 和歌山市駅間（奈良電車区配属）の電化開業用および可部線（広島運転所配属）の73系置き換え用のグループである。
当時、折からの国鉄改革により設備投資が抑制されていたことからローカル線区向け車両の新造ができず、203系の投入で常磐緩行線から捻出された103系（1000番台、一部0番台も）と阪和線で余剰になっていたサハ103-66を活用して奈良・和歌山線用に48両、可部線用に13両の計61両が改造され、前者は奈良電車区に、後者は広島運転所に配置された。改造工事は大井・大船・長野・名古屋・吹田・広島・幡生・新津の各車両工場にて施工された。
車体は改造種車の103系のものを流用しており、新規製造車グループとは異なる片側4扉の車体となっている。制御機器は新調しており、台車や主電動機も元々同型であるため、両グループの性能は同一で相互の併結・混結も可能である。なお、客用扉の自動・半自動の切換えについては、種車である103系のドアエンジンの構造上対応が困難なため、奈良電車区配置車両は通年自動扱い、広島運転所配置車両は通年半自動扱いとされた。広島の車両については、新造車グループと併結した場合に相手方の自動・半自動の切換えが行えるよう、運転台に切換えスイッチを設けている。上述の通り車体も運転台取り付け以外は流用しているため、屋根コンタは103系のものであり、肩部から順に250R・1,000R・2,500R・5,000Rとなっている。
種車の103系で未装備であった側面行先表示器は、車体の改造が大きくなるため装備されず、前面の行先表示器は基本的に手動操作となった。
電動発電機（MG）は、種車のモハ102形1000番台が装備していた10kVAのMH124-DM77形を流用したが、32両分の必要数に対して21両分しか捻出できないため、不足分は新規製造車グループ同様の20kVAのMH97A-DM61A形で補われた。線区ごとに機種統一を図るため、奈良・和歌山線向けは10kVA、可部線向けは20kVAに振り分けられている。
電動空気圧縮機は、101系の廃車発生品であるMH80A-C1000形を使用した。応荷重装置は種車の103系1000番台の測重弁方式ものを流用し、0番台からの改造車も従来のブレーキ力調整弁方式から測重弁方式に改造されている。
主抵抗器は新造車同様に自然冷却式のMR147形であるが、抵抗体の仕様と搭載MGの違いにより形式が分けられた。従来の新造車では形式がMR147-G1形とされ、改造車では20 kVAのMG搭載車では限流抵抗器を2個から1個に変更したMR147-G2形が搭載されたが、10 KVAのMG搭載車では直列抵抗がMGに内蔵されているため、直列抵抗器を省略したMR147-G3形が搭載されている。外観の差異として、抵抗箱の個数が20 kVAのMG搭載車で9個、10 kVAのMG搭載車で8個となっている。
奈良・和歌山線向けの改造車には自動解結装置と電気連結器を設けた。この解結装置は117系用のものを簡素化し、改造工事による取付を容易にしたものである。
外部塗装は奈良・和歌山線向けがクリーム1号をベースに朱色3号の帯入り、可部線向けが朱色1号の単色となった。

#### 形式
クモハ105形500番台（501-532：32両）
モハ103形・102形1000番台から改造された制御電動車。新造車に準じた運転台（ただし、前面窓下の手すりの位置が若干高い）が取り付けられた。工法は、すでに115系や581・583系→715系の先頭車化改造車と同様に、既存構体を切断し、完成済みの運転台ブロックを接合する工法である（ブロック接合工法）。ただし、大井工場で施工したクモハ105-501・クハ104-501は、同工場のクレーン能力と建屋高さの不足からブロック接合工法が使用できず、骨組みを残して現物合わせで組み立てる一般的な工法とした。この時期だけで、51両もの先頭車化改造工事が実施された（後述のモハ105形・サハ105形の改造車8両を含む）。搭載機器は両車で揃えられ、モハ102形を種車とする車両はパンタグラフも追加設置された。奈良電車区に501-524が、広島運転所に525-532が配置された。番号の新旧対照は次の通り。
- モハ103-1031・1012・1051・1027・1063・1007・1020・1011・1023・1024・1050・1043・1054・1019・1014・1015・1062・1042・1006・モハ102-1050・1043・1054・1014・1042・モハ103-1035・1059・モハ102-1035・1059・1062・1006・1015・1019 → クモハ105-501 - 532

クハ105形0番台（1-14：14両）
クハ103形1000番台から改造された制御車。運転台は種車のものが利用されているが、種車では非常用であった貫通路が常時使用される前提となるため前面に幌枠を、運転室内に貫通時締め切り用の仕切りが新設されている。常磐緩行線時代のATCは撤去された。改造前に奇数向きの車両は方向転換され、全車両が偶数向きに統一されている。改造後は奈良区に配置されたが、一部は広島運転所に転出した。番号の新旧対照は次の通り。
- クハ103-1016・1015・1024・1018・1017・1012・1032・1029・1031・1013・1014・1023・1021・1030 → クハ105-1 - 14

クハ105形100番台（101-104：4両）
クハ103形0番台から改造された制御車。種車が地上用であったため、前面は非貫通である。前面下半分を補強の上、改造前に奇数向きの車両は方向転換され、全車が偶数向きに統一されている。全車が広島運転所に配置されていたが、和歌山から転属したクハ105形0番台に置き換えられて消滅した。番号の新旧対照は次の通り。
- クハ103-73・11・12・25 → クハ105-101 - 104

クハ104形500番台（501-510：10両）
モハ102形1000番台から改造された制御車。電装解除され、これに伴い台車をDT33形動力台車から101系発生品のDT21T形付随台車に換装されている。運転台は新造車に準じたものが取り付けられた。側面の主電動機と電動発電機用冷却風取り入れ口は一部を除き残されている。全車奈良電車区に配置。番号の新旧対照は次の通り。
- モハ102-1031・1012・1051・1027・1063・1007・1020・1011・1023・1024 → クハ104-501 - 510

クハ104形550番台（551：1両）
1990年（平成2年）にモハ102形0番台から改造された制御車。1989（平成元）年11月、上記のクハ105形0番台のうちクハ105-7が桜井線での運用中、ダンプカーとの衝突・脱線事故に遭遇し、右側面を大きく損傷したため、1990年3月付けで廃車となった。それに伴い、代替として明石電車区所属の保留車モハ102-385を電装解除の上で後藤車両所で先頭車化改造したものである。運転台部分は新造ではなく先述したクハ105-7のものを接合したため、元0番台ながらクハ103形1000番台独特の前面を有する。改造時にWAU102形分散式冷房装置と冷房用MGが取り付けられた（MGは事故車のクハ105-7より流用）。奈良電車区に配置。番号の新旧対照は次の通り。
- モハ102-385 → クハ104-551

クハ104形600番台（601：1両）
サハ103形0番台から改造された制御車。新造車に準じた運転台が取り付けられた。広島運転所に配置。番号の新旧対照は次の通り。
- サハ103-66 → クハ104-601

クハ105形100番台以外は運転台直後の戸袋窓がない。クハ105形0番台は103系時代にATCの機器室とされていたため、その他は運転台ユニットとの接合場所となったためである。

### 東日本地区向け
1987年（昭和62年）には、仙石線の石巻近郊の区間列車用に郡山工場で4両が改造された。仙台車両センター宮城野派出所#過去の配置車両も参照。竣工は国鉄最終日となる同年3月31日付である。営業運転は民営化直後の4月5日からとなった。営業運転開始日は仙台駅でセレモニーが実施された。
こちらは103系0番台の4両編成1本が種車とされ、中間の2両を先頭車に改造する形で登場した。制御電動車と制御車の向きは統一されている。追加された運転台の機器の一部は同時期に廃車になった101系のものが再用された。また、当時103系が水色塗装だったのに対し、本系列では白地ベースに赤と青の太帯塗装であった。

#### 形式
クモハ105形100番台（101：1両）
クモハ103形0番台から改造された制御電動車。種車が地上用で貫通路を持たなかったため、前面は非貫通である。番号の新旧対照は次の通り。
- クモハ103-149 → クモハ105-101

クモハ105形600番台（601：1両）
モハ102形0番台から改造された制御電動車。クモハ103形0番台に準じた運転台とパンタグラフ、およびクモハ105形100番台と同一の機器が搭載された。番号の新旧対照は次の通り。
- モハ102-315 → クモハ105-601

クハ105形100番台（105：1両）
クハ103形500番台から改造された制御車。これも種車が地上用で貫通路を持たなかったため、前面は非貫通である。これらの種車は冷房改造車であるが、105系化に伴い電動車から冷房用MGが無くなるため、代替に冷房用MG（100 kVA）が搭載された。西日本地区の既存のクハ105形100番台の続番とされている。なお、種車は仙石線がタブレットを使用している時代に転入した車両のため、乗務員室直後の戸袋窓が閉鎖されていて、105系化改造時もそのままだったが、その後の入場時に整備され、戸袋窓がある状態にて営業入りした。番号の新旧対照は次の通り。
- クハ103-599 → クハ105-105

クハ105形600番台（601・1両）
サハ103形0番台から改造された制御車。方向転換の上でクハ103形500番台に準じた運転台が取り付けられた。こちらも冷房用MGが搭載されている。番号の新旧対照は次の通り。
- サハ103-240 → クハ105-601

## 改造

### 先頭車化改造
福塩線の輸送改善に際して、モハ105形・サハ105形は1984年（昭和59年）と1985年（昭和60年）に新造車と同一の運転台を取り付ける改造が実施され、それぞれクモハ105形とクハ104形に編入された。新造車とは前面の手すりの位置や乗務員室側扉直後の窓配置が異なり、乗務員扉と客用扉の間には幅723mmの戸袋窓のみが設置されている。工法は前述した完成済みの運転台ブロックを既設構体に接合する工法である（ブロック接合工法）。
番号は新造車の続番で、新旧対照は次の通り。
- モハ105-1 - 4 → クモハ105-28 - 31[13]
- サハ105-1 - 4 → クハ104-26 - 29[15]

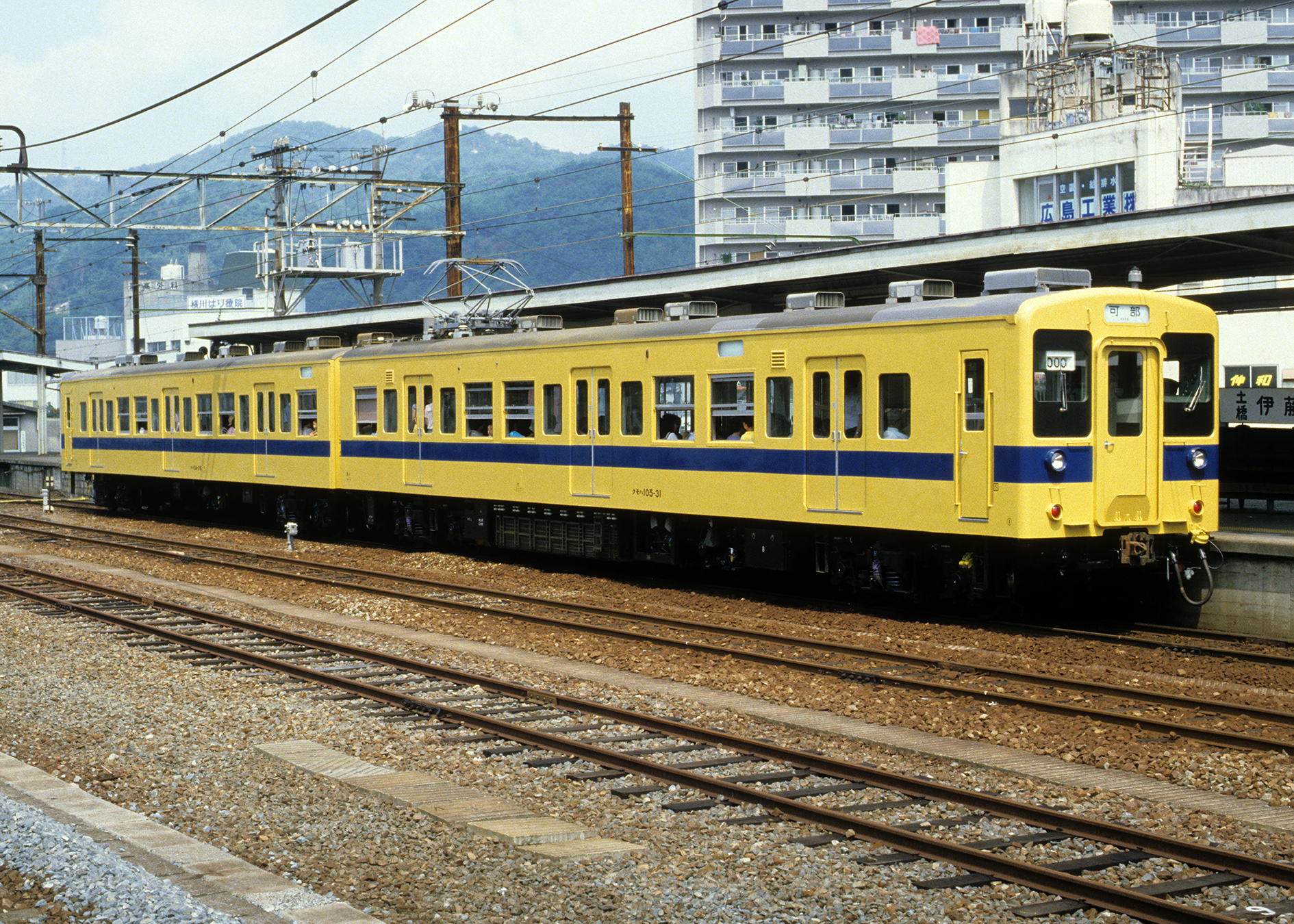
先頭車化改造車のクモハ105-31+クハ104-26 （1984年7月 横川駅）

### 冷房化改造
製造コストを抑える目的から冷房装置は搭載されていなかったが、国鉄時代の1985年から集中式AU75系列による冷房改造が一部車両で施工された。新造車については113系などに似た天井になり、扇風機はなくなったが、改造編入車の天井は103系と同様の形態になっており、扇風機は残存している。冷房電源専用としてサシ481形などで使用されていた70kVAの電動発電機（MG）であるMH80-DM58形をクハ104・クハ105に搭載し、2両分の冷房電源供給に対応した。冷房を使用しない時期は、70kVAのMGの運転を停止している。
AU75による改造は、新造車では1986年度下期に施工された下関運転所の2両編成3本（クモハ105-17 - 19、クハ104-17 - 19）が該当する（改造後広島へ転属）。改造車ではクモハ105-506・508・514 - 517、クハ104-506・508、クハ105-4 - 7が該当する。
しかし、AU75系列での冷房化改造には車体補強などの改造が必要である等、コストのかかるものであった。JR西日本発足後の1988年（昭和63年）からは、架線の直流1,500Vを直接電源とし、バス用冷房装置と組み合わせたWAU202形簡易冷房機を設置する方式で改造された。制御機器はクモハ105形では車端部に機器室を設け、クハ104・クハ105形では床下に設けられた。当初はクモハ105形のコンデンシングユニットは車端部の機器室に配置していたが、1990年度以降の改造車で屋根上に変更され、既存の改造車も屋根上に移設された。1992年（平成4年）には全車が冷房車となった。

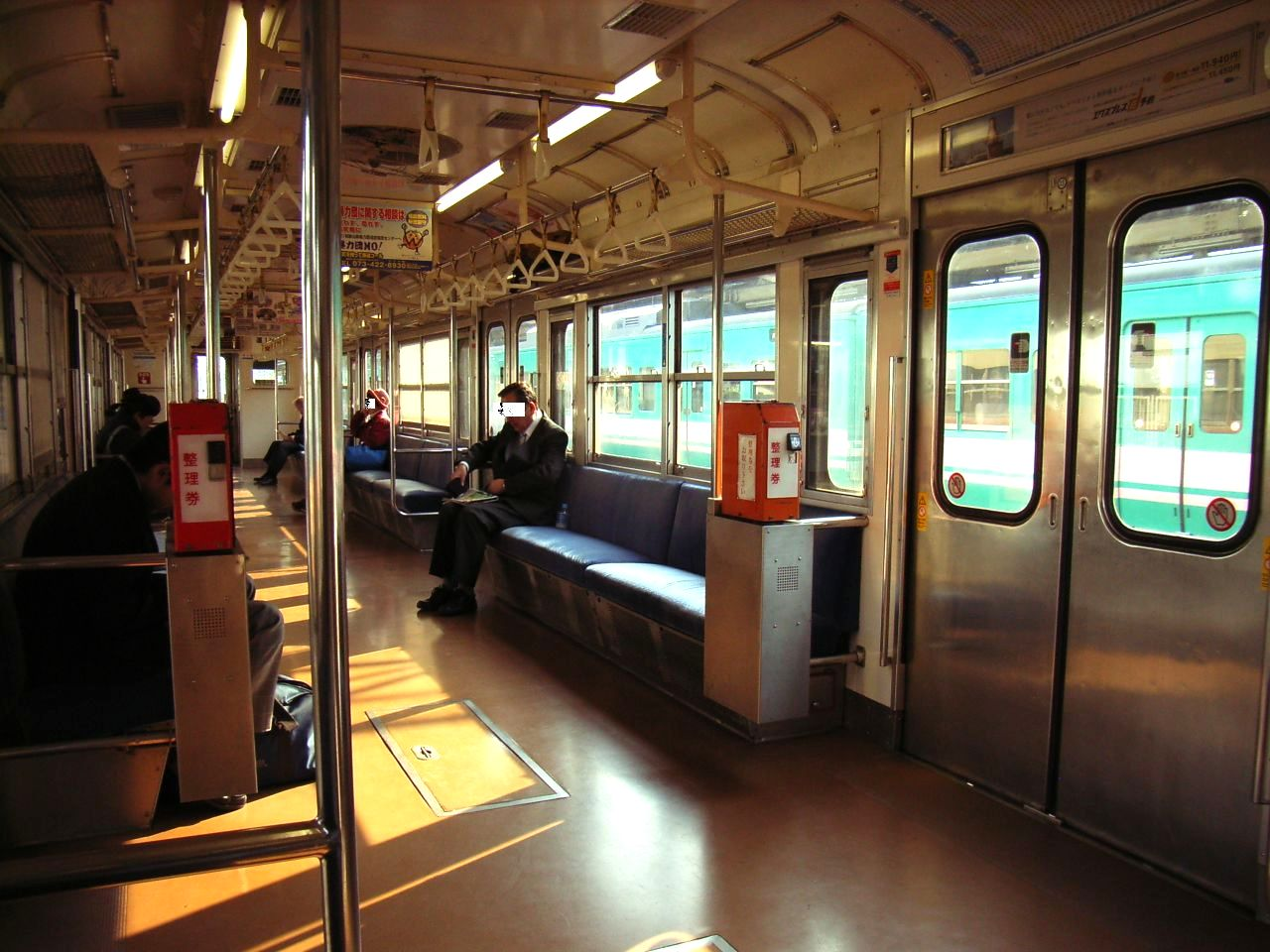
集中式冷房車の車内。天井中央に風洞が通されている。 （2008年3月6日 和歌山駅）
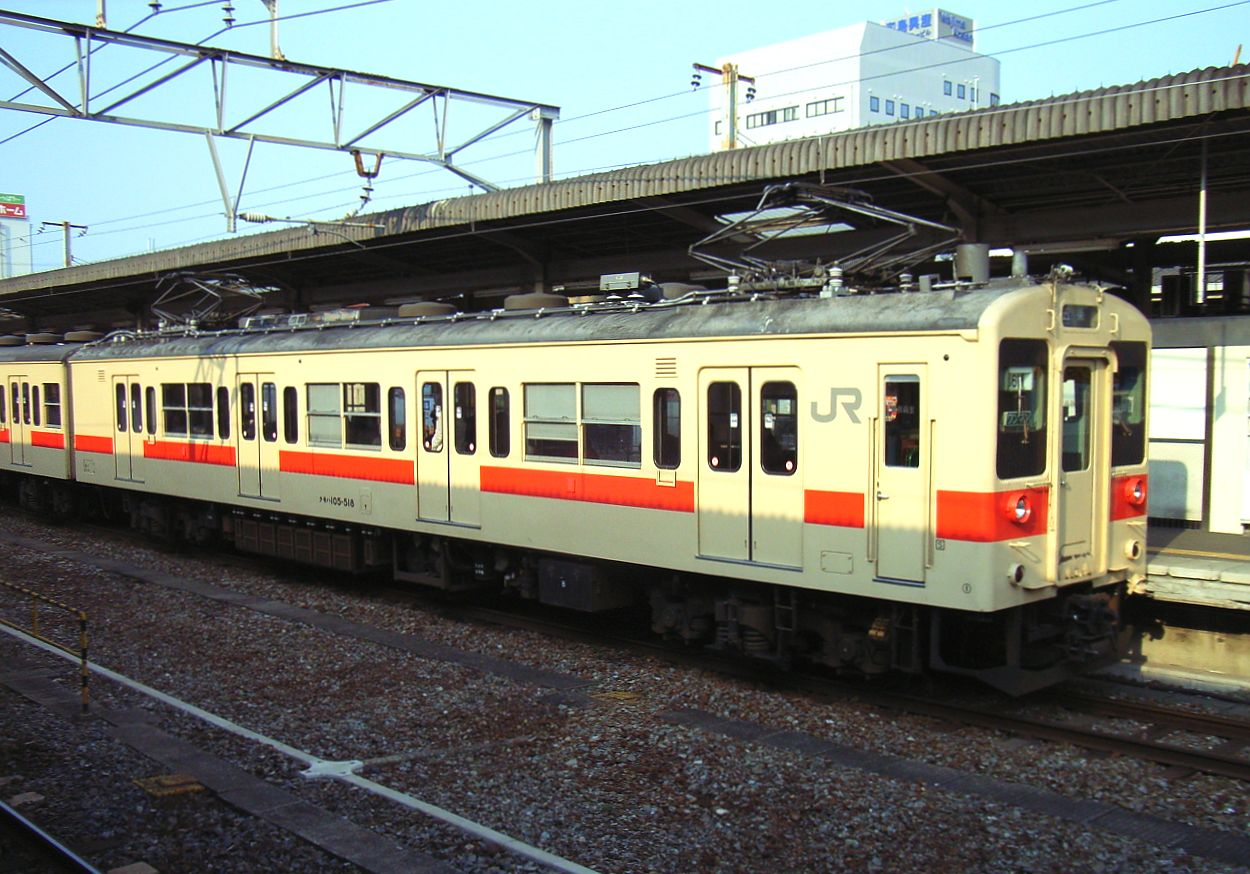
クモハ105形500番台のWAU202形冷房改造車。冷房機器室設置箇所の客室窓が塞がれている。パンタグラフ2基搭載車。 （2008年3月6日 和歌山駅）

### ワンマン化改造
1989年（平成元年）からは、JR西日本の車両でワンマン運転対応への改造が実施されており、車外スピーカーや運賃箱設置が大半の車両で施工されている。
105系で初のワンマン運転は1989年の紀勢本線和歌山 - 和歌山市間で、車内に運賃箱のない駅収受方式であった。続いて1990年に小野田線で運賃箱を設けた車内収受方式のワンマン化改造が行われ、その後も車内収受方式で1991年に桜井線・和歌山線、1992年に福塩線、1993年に宇部線、1998年に紀勢本線紀伊田辺 - 新宮間、2003年に呉線広 - 三原間でのワンマン運転が開始されている。

### 霜取りパンタグラフ増設
1992年には、冬季の霜対策として奈良電車区の5編成で霜取り用のパンタグラフが増設された。対象はクモハ105-504・507・509・512・518で、パンタグラフ増設編成は冬季に運用が区別されている。

### 延命N40工事
改造車グループでは国鉄時代に特別保全工事が施工されたほか、JR西日本への継承車は延命N・NB・N40工事に準じた延命工事が一部車両で施工された。103系では2011年以降在籍する全車両の戸袋窓を埋め込んでいるが、105系では延命N40工事を施工した黒サッシ窓の3編成のみに施工され、大半の車両は103系時代の外観を保っている。

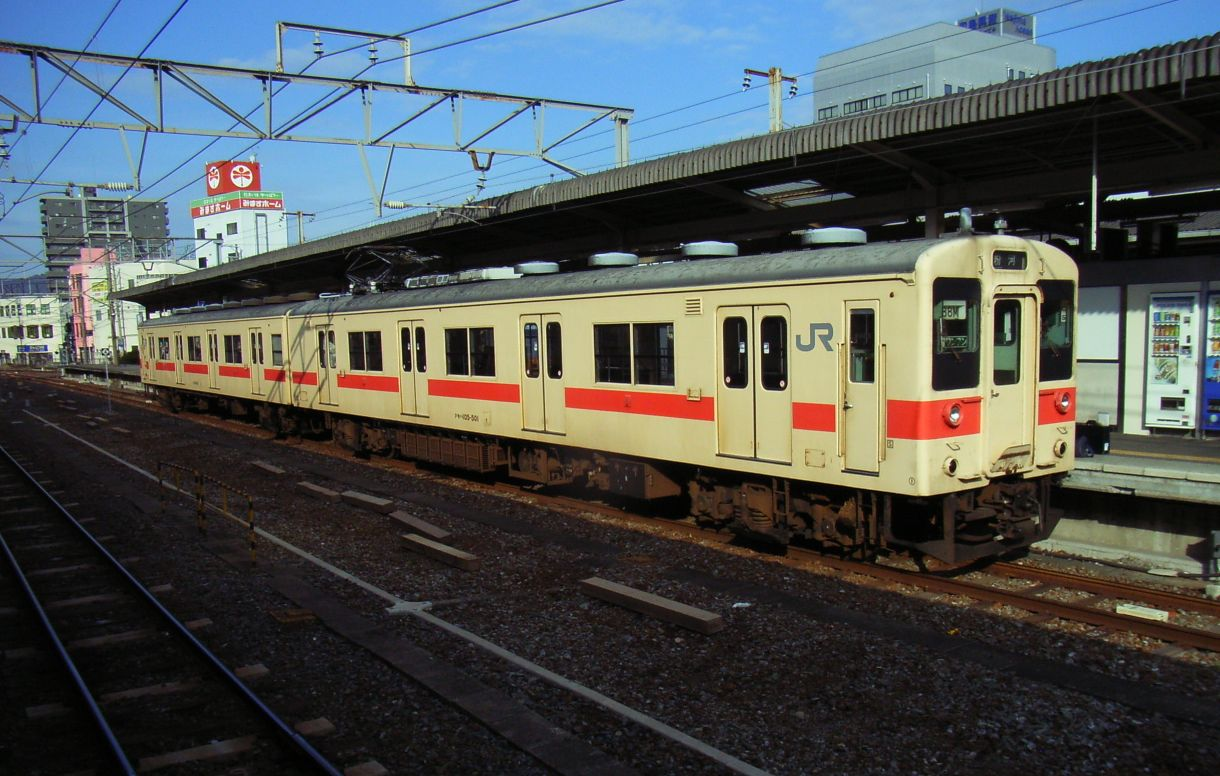
延命N40工事施工車。側面は窓サッシ交換、戸袋窓閉鎖を実施。 （2007年12月19日 和歌山駅）

### 体質改善工事
新造車グループには、2002年度より延命リニューアル（社内名称：体質改善工事）が下関総合車両所・吹田総合車両所にて施工された。内容は、側窓の交換（113系リニューアル車と同等の上段下降・下段固定の黒サッシ）、窓枠の交換（113系と同様の銀色枠）、雨樋の張上化、内装化粧板の張り替え、腐食しやすい箇所のステンレス化などである。
効率や保守性に難点のあったWAU202形冷房装置を搭載した車両は、リニューアルと同時に103系・113系などの廃車発生品である分散式WAU102形3基に換装された。クモハ105の20kVAの電動発電機は撤去され、クハ104形に静止形インバータ（SIV）のWSC23形（一部WSC40形またはWCS26形）が設置されている。不要となったクモハ105形の車端部の機器室は客室に復元され、側窓も復活している。
AU75冷房改造車では体質改善工事のみが施工され、補助電源装置はクモハの20kVAのMG、クハの70kVAのMGともに存置された。
新造車グループのリニューアルは、2008年度までに全60両で完了した。

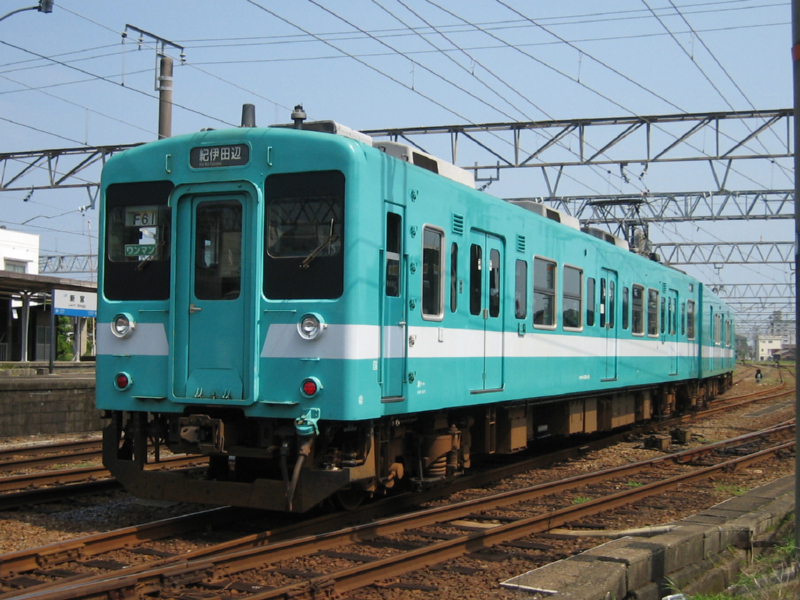
紀勢本線用の105系リニューアル車。 （2006年8月 新宮駅）
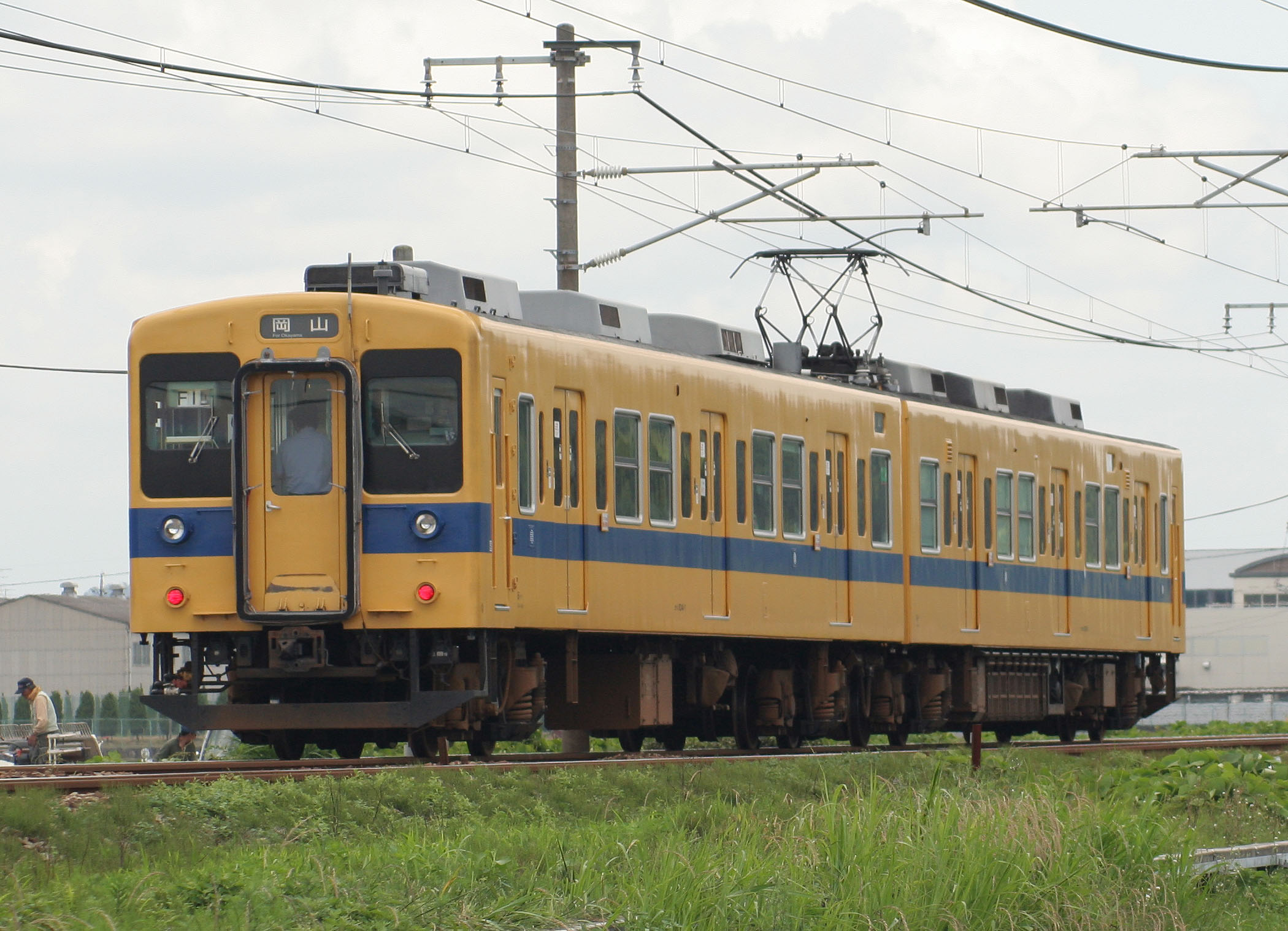
岡山地区用の105系リニューアル車 （2007年6月 中庄駅 - 庭瀬駅間）
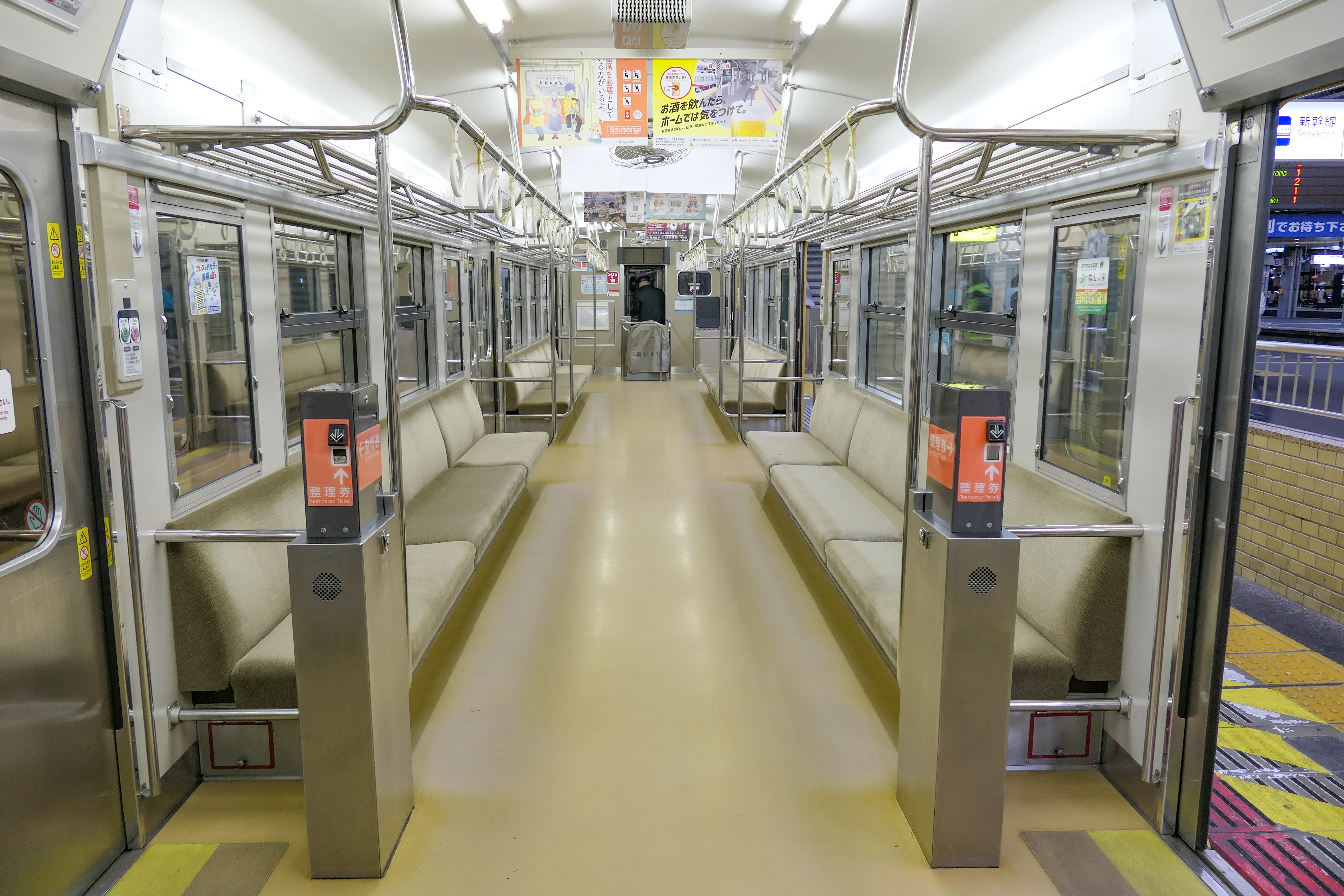
リニューアル車の車内 （2021年12月）
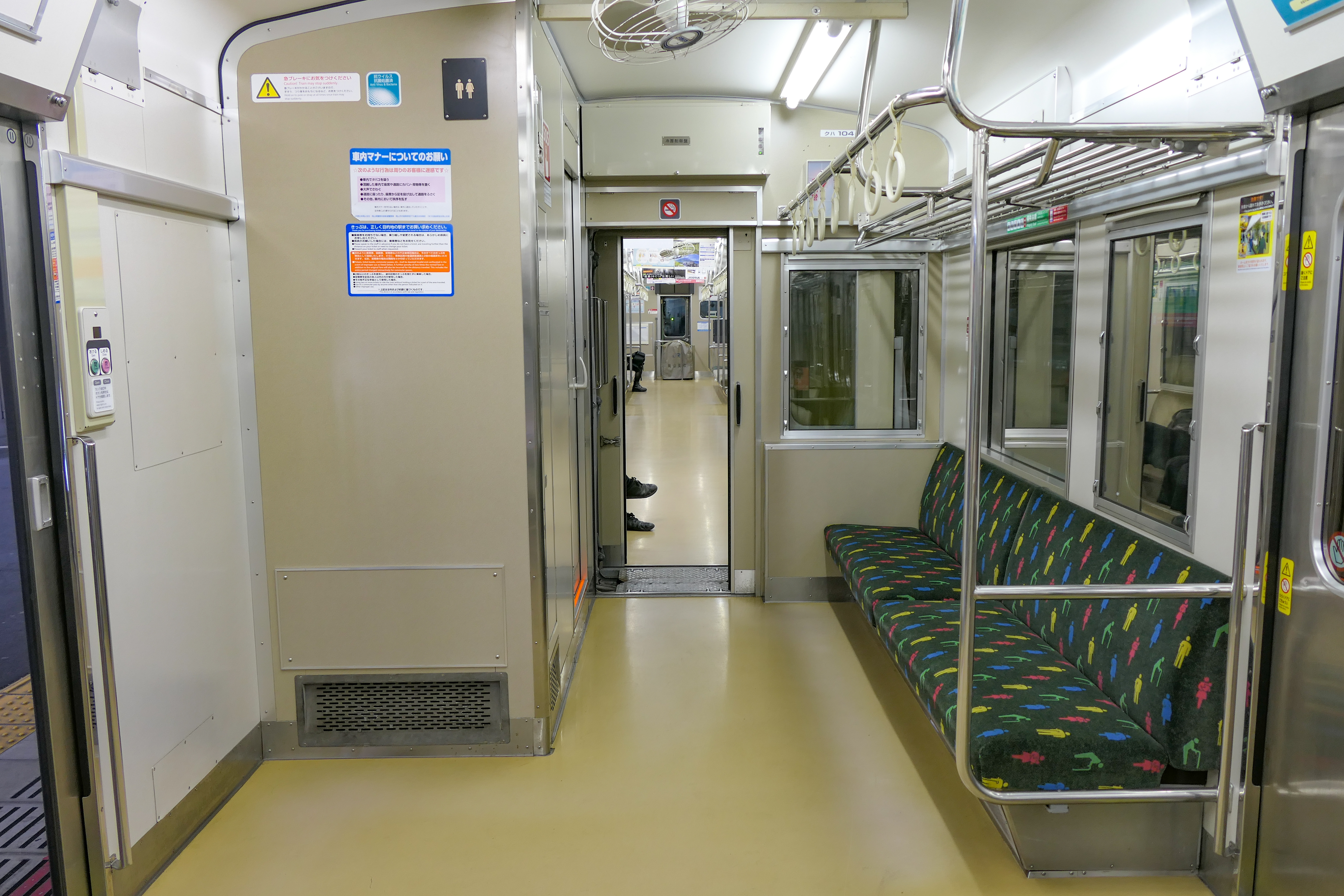
優先席とトイレ付近 （2021年12月）

| ← 岡山・新宮下関・和歌山市 → |           |         |            |             |        |                 |
| 編成                         | クモハ105 | クハ104 | 竣工       | 配置        | 改造所 | 廃車            |
| K-05                         | 19        | 19      | 2003.1.31  | 広島        | 下関   | 2020.3.31       |
| U-05                         | 15        | 15      | 2003.6.3   | 下関        | 下関   |                 |
| K-06                         | 20        | 20      | 2003.8.29  | 広島→下関   | 下関   |                 |
| K-02                         | 14        | 14      | 2004.2.5   | 広島→下関   | 下関   |                 |
| F-11→F-5→SF005               | 30        | 7       | 2004.3.25  | 岡山→日根野 | 吹田   | 2021.7.5        |
| U-02                         | 10        | 10      | 2004.4.6   | 下関        | 下関   |                 |
| K-01                         | 11        | 11      | 2004.8.5   | 広島→下関   | 下関   |                 |
| F-1→SF001                    | 5         | 8       | 2004.9.15  | 日根野      | 吹田   | 2021.6.2        |
| U-01                         | 9         | 9       | 2004.10.20 | 下関        | 下関   |                 |
| K-07                         | 21        | 21      | 2004.12.28 | 広島→下関   | 下関   | 2016.6.16(クハ) |
| F-2→SF002                    | 4         | 4       | 2005.2.23  | 日根野      | 吹田   | 2021.7.26       |
| F-3→SF003                    | 6         | 27      | 2005.3.16  | 日根野      | 吹田   | 2021.7.26       |
| F-4→SF004                    | 28        | 5       | 2005.3.24  | 日根野      | 吹田   | 2021.7.5        |
| U-03                         | 12        | 12      | 2005.3.31  | 下関        | 下関   |                 |
| K-08                         | 22        | 22      | 2005.5.16  | 広島→下関   | 下関   | 2019.3.27       |
| K-03                         | 17        | 17      | 2005.9.1   | 広島        | 下関   | 2020.3.31       |
| F-1                          | 1         | 1       | 2005.10.31 | 岡山        | 吹田   |                 |
| K-04                         | 18        | 18      | 2006.1.12  | 広島        | 下関   | 2020.3.31       |
| I-05→U-11→U-08               | 27        |         | 2006.3.1   | 下関        | 下関   | 2020.3.31       |
| U-08                         |           | 24      | 2006.3.1   | 下関        | 下関   | 2020.3.31       |
| F-2                          | 2         | 2       | 2006.3.9   | 岡山        | 吹田   |                 |
| I-03→U-11→U-09               | 25        |         | 2006.6.27  | 下関        | 下関   | 2020.3.31       |
| U-09                         |           | 25      | 2006.6.27  | 下関        | 下関   | 2020.3.31       |
| F-7                          | 7         | 28      | 2006.7.19  | 岡山        | 吹田   |                 |
| F-10                         | 29        | 6       | 2006.9.7   | 岡山        | 吹田   |                 |
| U-06                         | 16        | 16      | 2006.10.30 | 下関        | 下関   |                 |
| F-03                         | 3         | 3       | 2006.11.27 | 岡山        | 吹田   |                 |
| F-12                         | 31        | 26      | 2007.2.7   | 岡山        | 吹田   |                 |
| U-04                         | 13        | 13      | 2007.2.28  | 下関        | 下関   |                 |
| F-08                         | 8         | 29      | 2007.7.24  | 岡山        | 吹田   |                 |
| I-01                         | 23        |         | 2007.10.5  | 下関        | 下関   |                 |
| I-02                         | 24        |         | 2008.3.7   | 下関        | 下関   |                 |
| U-10                         | 26        | 23      | 2008.5.15  | 下関        | 下関   | 2016.9.17(クハ) |

### トイレ設置
新造車グループのクハ104形には、体質改善工事に合わせてトイレが設置された。紀勢本線用については車椅子対応となり、車椅子スペースも設置されたが、岡山・広島支社管内配置の車両は改造車グループと同じユニットを使用したため、車椅子対応ではなく客用ドアとトイレの間に空きスペースがある他、トイレ前の座席も存置されている。この差異は、山陽地区用はJR西日本独自の工事だったのに対し、紀勢本線用のトイレ設置に際しては沿線地方自治体の補助があったためであるという。
2004年度より、改造車グループでもクハのトイレ設置が進んでいるが、ドアが3扉車よりも車端寄りに設置されているため狭く、車椅子スペースを設けなかったため車椅子対応ではない。クハ104-601には廃車までトイレの設置は行われなかった。

### MG換装
クモハ105形500番台の和歌山地区向け車両では103系1000番台から発生した10 kVAの電動発電機（MG）を搭載していたが、一部の車両では0番台や広島地区向け500番台と同じ20 KVAのMGへの換装が行われた。対象はクモハ105-502・506・509・513・514・523の6両で、2013年2月から2018年1月にかけて順次施工された。
改造内容はMGのMH124-DM77形（10 kVA）からMH97A-DM61A形（20 kVA）への換装、主抵抗器のMR147-G3形からMR147-G2形への換装である。

## 国鉄分割民営化後の状況

### JR東日本
民営化時には仙石線用の4両が継承された。引き続き仙石線で運用されたが、1998年（平成10年）に浦和電車区から転属した103系更新車2編成に置き換えられて運用を離脱し、廃車となった。
除籍後は、600番台が横須賀線久里浜駅構内にある横浜支社訓練センターで、100番台が武蔵野線新秋津駅構内にある八王子支社訓練センターで乗務員訓練用（機械扱い）として用いられ、塗装もオリジナルのものに変更された。長らく社員の訓練に用いられたが、車両の世代交代に即した訓練が困難になり、車両自体の老朽化も進行したため、4両とも2008年（平成20年）に209系を改造した新しい訓練車に置き換えられた。その後600番台は訓練センター内で、100番台は長野総合車両センターへ配給輸送されてどちらも解体された。

### JR西日本
民営化時には仙石線用を除く121両が承継された。上記の事故で1両が廃車となったものの、代替車が用意されたので、2005年（平成17年）10月に103系改造車の老朽廃車が発生（後述）するまでは121両のまま推移していた。なお、103系1000番台からの改造車（4扉車）は、種車の製造から45年経過して老朽化が顕著なことから、2015年から運用を開始した227系の増備により、2021年までに全廃された。
2024年4月1日時点では32両が以下の2区所に配置されている。
- 下関総合車両所岡山電車支所（14両） - 福塩線（福山駅 - 府中駅間）・山陽本線（岡山駅 - 福山駅間）で運用
- 下関総合車両所運用検修センター（18両） - 宇部線・小野田線・山陽本線（宇部駅 - 下関駅間）で運用

## 運用

### 福塩線・岡山地区

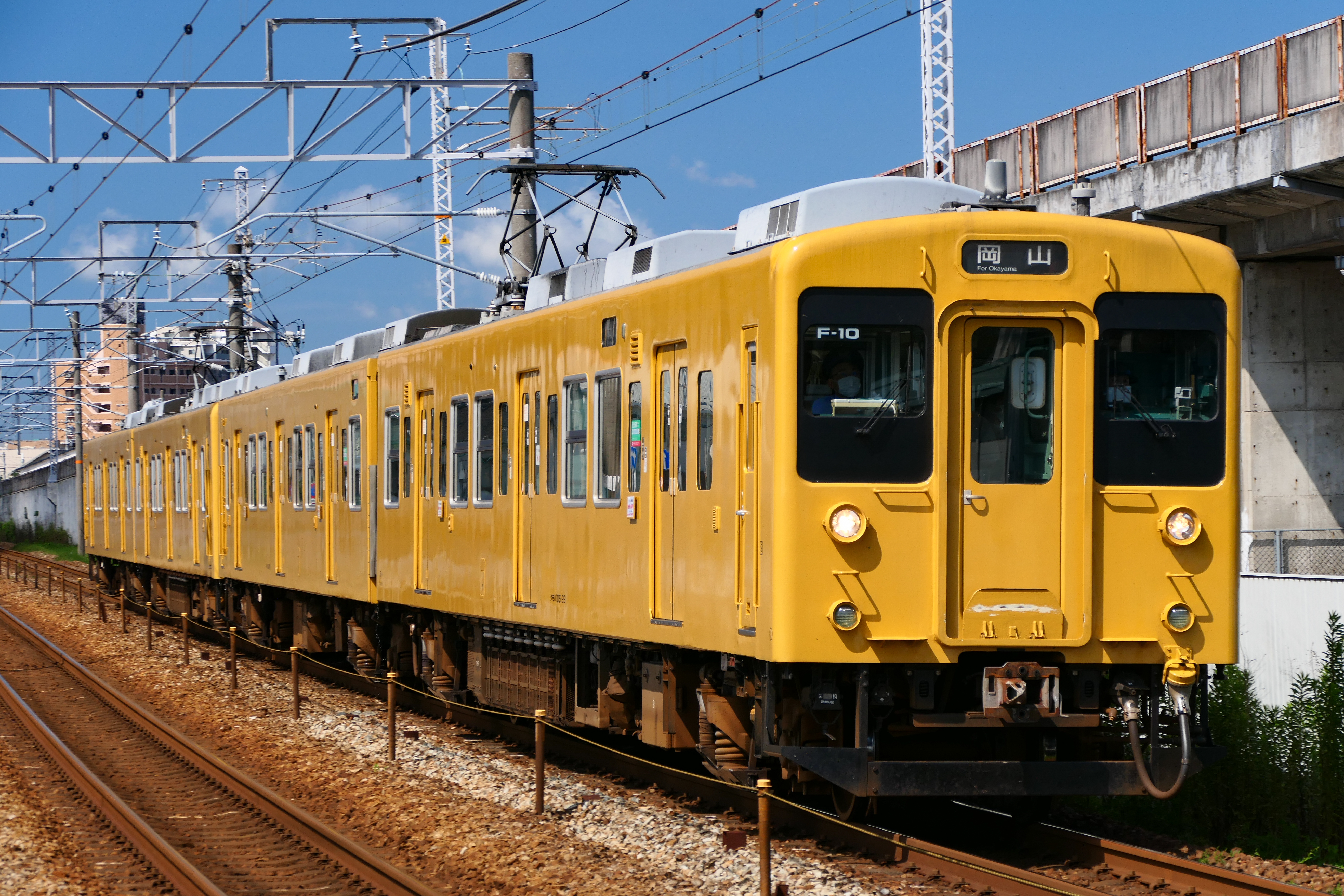
山陽本線 倉敷駅 - 中庄駅間を走る105系
（2023年7月17日）

福塩線では1981年2月より105系新製車の営業運転が開始され、従来の70系旧性能電車が置き換えられた。配置は府中電車区で、当初は2両編成と4両編成が投入されたが、1984年の可部線新性能化に伴う運用見直しで中間車が先頭車化改造され、福塩線の4両編成はすべて2両編成になった。
1989年3月からは山陽本線岡山 - 福山間でも運用されるようになった。府中区の車両は一部編成が福塩線限定運用となっていたが、1998年3月14日の限定運用解除で全編成が山陽本線を走行可能となった。同年10月3日には府中区の全車が岡山電車区へ転属している。
1999年3月13日からは伯備線の新見駅まで、2001年10月1日からは赤穂線・宇野線での運用が開始されたが、2004年（平成16年）10月16日のダイヤ改正により伯備線・赤穂線・宇野線での運用は終了した。同年には快速「マリンライナー」で運用されていた213系の岡山地区普通列車転用により余剰となった105系0番台5編成が和歌山地区へ転出した。
2004年の台風16号によって岡山区F8編成が宇野線宇野駅構内留置中に高潮により水没し、一緒に留置中だった岡山区の115系D18編成とともに使用不能となり、長期間下関地域鉄道部下関車両センター（現：下関総合車両所）で修理工事が行われていた。その後営業運転に復帰したが、その時期は115系D18編成より遅れた。
2022年3月現在も福塩線系統で運用されている。

### 宇部線・小野田線
宇部線・小野田線では1981年3月より105系新製車の営業運転が開始され、旧型国電は小野田線本山支線のクモハ42形を除く全車が105系に置き換えられた。国鉄分割民営化前の車両基地統廃合により、宇部電車区の配置車は1986年3月3日付で下関運転所に転属した。
1991年度には下関運転所所属のクモハ105-24・27が偶数向きに方向転換され、クモハ同士を背中合わせにした2編成が組成された。この組成は2001年度まで続き、方向転換車は2両とも所定の奇数向きに復帰している。
下関運転所は複数回の組織変更により下関総合車両所運用検修センターとなった。同所には4扉車も長らくクモハのみが増結用として2両在籍していたが、広島支所で余剰になった3扉車に置き換えられ、2016年6月16日付で廃車された。3扉車は2022年3月現在も宇部線・小野田線系統で運用されている。

### 奈良・和歌山地区

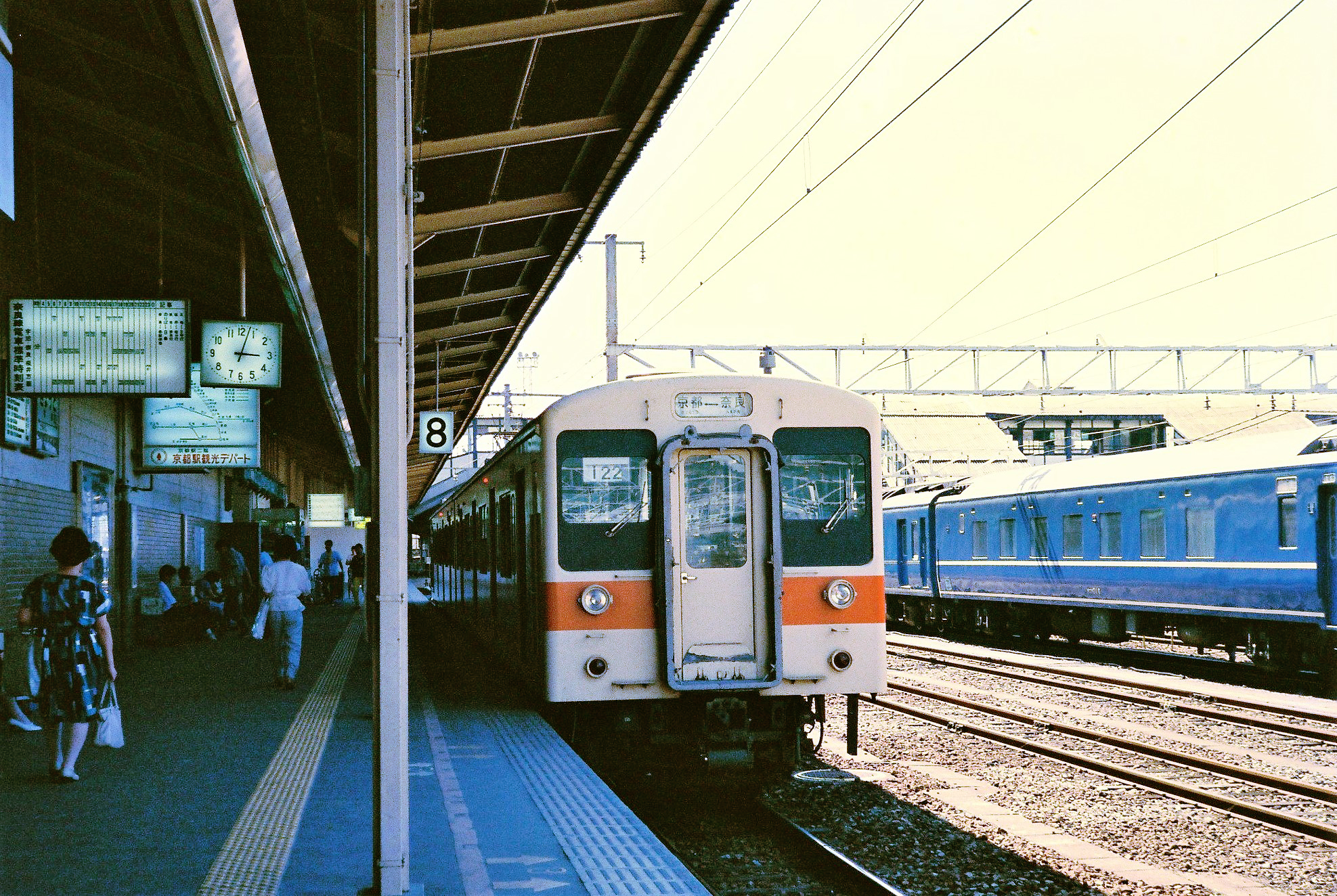
奈良線の105系（京都駅、1987年8月）

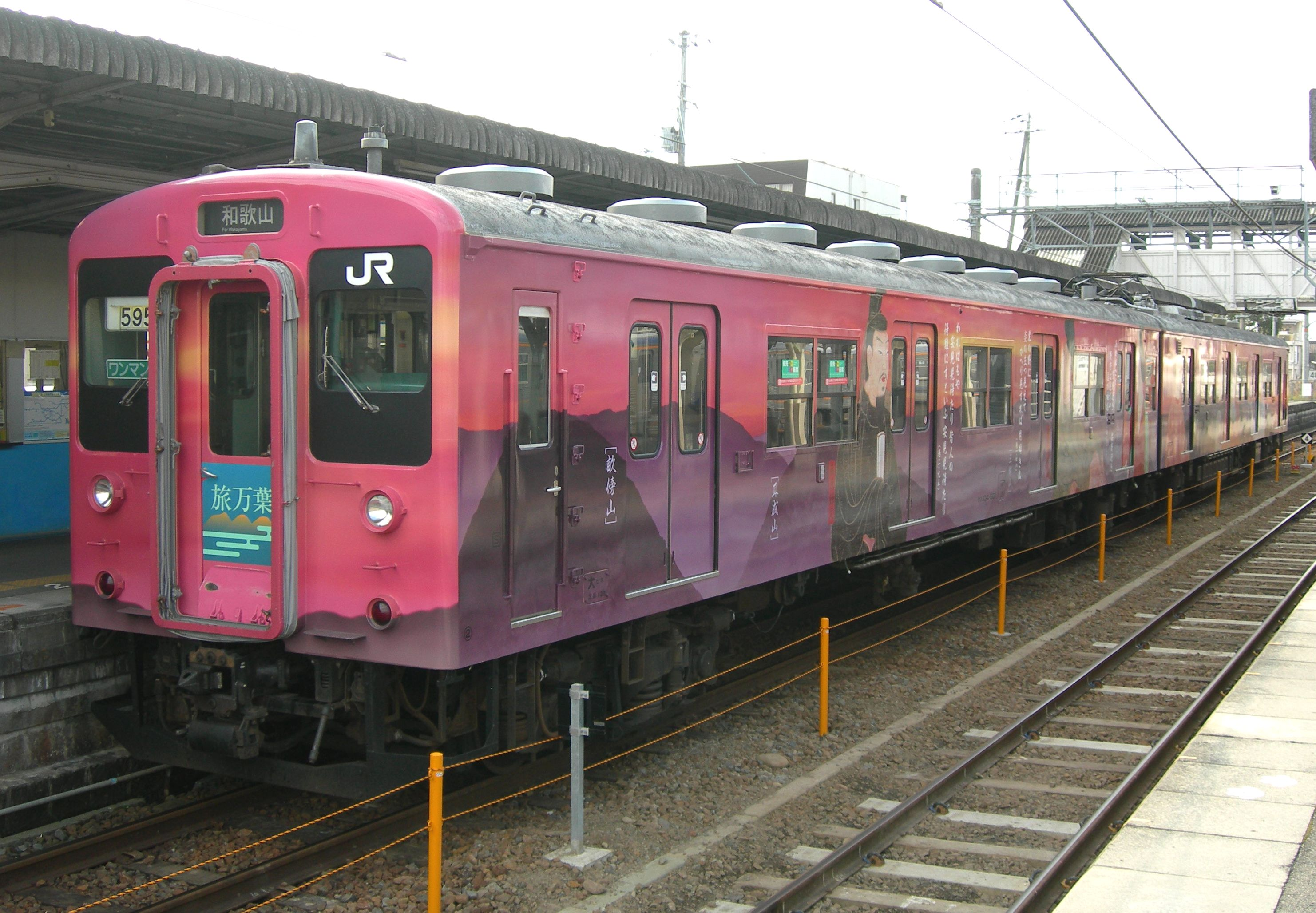
ラッピング列車「旅万葉」
（2010年1月）

1984年10月1日の奈良線、和歌山線五条 - 和歌山間、紀勢本線和歌山 - 和歌山市間の電化により、103系改造の105系4扉車が登場した。奈良電車区に配置され、1980年に電化されていた桜井線および和歌山線王寺 - 五条間を含めての運用となった。
奈良線の運用からは1994年6月3日をもって撤退している。1997年4月1日には奈良電車区から新和歌山車両センター（当時）に全車転属した。紀勢本線の紀伊田辺 - 新宮間での運用は1998年3月14日より開始された。編成番号の付与も行われ、クモハがパンタグラフ1基搭載の編成は「W編成」、パンタグラフ2基搭載の編成は「P編成」、紀勢本線用の非ワンマン車、運賃箱のないワンマン車は「A編成」となった。
2004年には岡山電車区から0番台の5編成が新和歌山車両センター（現：吹田総合車両所日根野支所新在家派出所）へ転入し、リニューアル施工とトイレ設置の上で塗装も同所の117系と同じく和歌山支社色のオーシャングリーンにラベンダー帯に変更された。
2010年の平城遷都1300年記念事業に合わせた奈良デスティネーションキャンペーンの一環として、2009年11月29日から万葉集をテーマとした「奈良旅万葉ラッピング列車」の第1編成「旅万葉」が運行を開始した。また、同年12月6日からコンテスト優秀作品の「万葉の四季」が運行を開始した。これらは車内もラッピングされており、座席モケットも茶系のものに交換されている。桜井線には2010年3月のダイヤ改正より「万葉まほろば線」の愛称が付与された。
和歌山線・紀勢線・桜井線用の4扉車は、沿線へのICOCA導入対応を含めて、2019年春より導入される227系1000番台への置き換え対象となり、2019年9月末に和歌山線での定期運用を終了した。10月26日には和歌山線で105系のラストランイベントが行われ、和歌山駅 - 橋本駅間での1往復の運転をもって105系の和歌山線での運用は終了した。
和歌山線ラストラン列車は4両編成で運転され、集中冷房搭載車のSW004編成（クモハ105-506+クハ104-506）とSW009編成（クモハ105-516+クハ105-6）が使用された。SW004編成とSW009編成は、その後も紀勢本線の紀伊田辺 - 新宮間で105系3扉車の検査等による車両不足時の代走により運用された。SW004編成とSW009編成以外の4扉車は2019年12月までに廃車された。
2019年12月に吹田総合車両所を検査出場した日根野支所所属のSF005編成は、吹田総合車両所日根野支所新在家派出所に所属する105系としては初めて台車と床下機器がグレーに塗装された。
2021年3月13日実施のダイヤ改正に伴うきのくに線紀伊田辺駅 - 新宮駅間の227系投入により、近畿地方の本形式は全て運用を終了した。2021年2月4日付で4扉車のSW009編成が廃車され、同年4月8日付で最後まで残った4扉車SW004編成が廃車、同年6月2日付でSF001編成が廃車されたほか、2021年7月に残る4編成も廃車され、日根野支所新在家派出所での配置は無くなった。

### 可部線・呉線
可部線では1984年5月より旧型車72系置き換え用の105系が投入された。103系改造編入車の投入に加えて、宇部所属の新造車グループより1編成2両とクハ104形3両が広島運転所に転属し、クハは改造車のクモハ105形500番台と編成を組成した。この新性能化の過渡期には奈良・和歌山線向け改造車が暫定的に可部線で営業運転されていた。
1987年3月27日からはクモハ123形の3両が可部線で営業運転を開始し、後に105系と併結する運用も設定された。105系は後に呉線でも運用されるようになった。
2005年10月より、岡山電車区から新和歌山車両センターへの新造車グループ5編成の転入によりクハ105形0番台が広島運転所（当時）へ転属し、前面非貫通のクハ105形100番台が廃車となった。2007年2月8日に最後まで残っていたクハ105-102がクハ105-11に差し替えられたことで完了した。
広島運転所の検修部門は2012年の組織変更により下関総合車両所広島支所となった。広島地区では227系の増備により2016年3月26日のダイヤ改正時に車両を3扉車に統一したため、下関総合車両所広島支所所属の4扉車が2016年3月25日をもって運用から外れ、同年4月15日付で廃車された。3扉車の新造車（クモハ105-0番台 + クハ104-0番台）についても2019年3月16日のダイヤ改正をもって運用から外れ、2020年3月31日付で廃車された。

### 仙石線

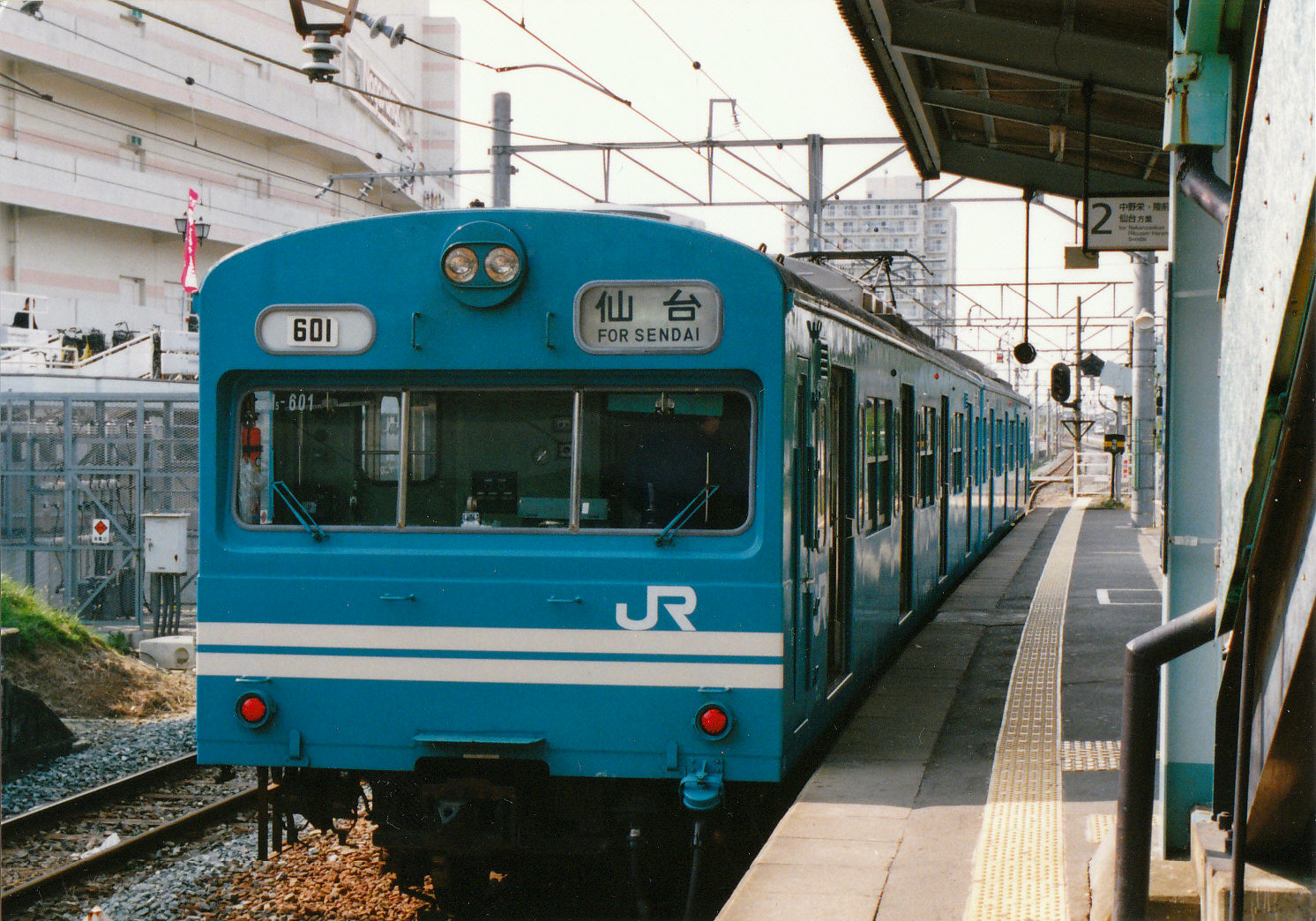
塗色変更後の仙石線車

仙石線用の105系4両は、国鉄最終日の1987年3月31日に郡山工場で落成した。1987年4月5日より運用を開始し、6月1日からは石巻駅 - 矢本駅間で2両編成での運転が開始された。1990年（平成2年）に103系と同じスカイブルーに塗り替えられた。当初はスカイブルー1色であったが、103系との識別のため、後に前面に2本の白帯が追加され、600番台は前面補強が行われた。

## 編成表
岡山電車区
1999年4月1日
| 編成番号 | ← 相生・岡山宇野・新見・福山・府中 → | ← 相生・岡山宇野・新見・福山・府中 → |
| 編成番号 | クモハ105                            | クハ104                              |
| F1       | 1                                    | 1                                    |
| F2       | 2                                    | 2                                    |
| F3       | 3                                    | 3                                    |
| F4       | 4                                    | 4                                    |
| F5       | 5                                    | 8                                    |
| F6       | 6                                    | 27                                   |
| F7       | 7                                    | 28                                   |
| F8       | 8                                    | 29                                   |
| F9       | 28                                   | 5                                    |
| F10      | 29                                   | 7                                    |
| F11      | 30                                   | 6                                    |
| F12      | 31                                   | 26                                   |

## 塗色
車両総数に比して塗装のバリエーションが非常に多いのが本系列の特徴である。なお、名称は便宜上付けたものである。

### 国鉄時代に採用の塗装
- 福塩色■■
  - 山吹色（黄5号）に紺（青20号）の帯が窓下に1本入る。2017年までに瀬戸内地区地域統一色に変更され消滅。
- 旧広島色■
  - 朱1色（朱色1号）。広島鉄道管理局管内配置の車両に塗装されたが、JR移行時に新広島色に変更されて消滅している。
- 旧和歌山色■■
  - 肌色（クリーム1号）に朱（朱色3号）の帯が窓下に1本入る。和歌山地区で運用される103系からの改造車などに見られた。2015年までに和歌山地区地域統一色に変更され消滅。
- 旧仙石色■■■
  - 白に赤と紺のストライプ。1995年にスカイブルー単一塗装を経て新仙石色に変更され消滅。

### JR化後に採用の塗装
- 新広島色■■■
  - 白地にJR西日本のコーポレートカラーである「青」と広島県木であるもみじと山口県木であるアカマツをイメージした「赤」の帯が各1本ずつ入り[90]、その塗り分けから「ゆうパック」「トリコロール」と呼ばれた。[91]。のちに台車や床下機器はグレー塗装とされた。瀬戸内地域統一色への変更により消滅していたが、2022年7月より下関区所属のK-02編成において5年ぶりにこの塗装が復活した[92]。
- 新和歌山色■■
  - オーシャングリーンにラベンダーの帯が窓下に1本入る。2010年時点では新造車のみがこの塗装であった。2015年までに和歌山地区地域統一色に変更され消滅。
- 瀬戸内地区地域統一色■
  - JR西日本が2009年度から行っている地域に合わせた統一塗装で、瀬戸内地方の豊かな海に反射する陽光をイメージして、濃黄色の塗装が施されている[93][94]。2017年6月12日に全編成の塗装変更が完了した[95]。
- 和歌山地区地域統一色■
  - JR西日本が2009年度から行っている地域に合わせた統一塗装で、太平洋の鮮やかさをイメージして、青緑色の塗装が施されている。2010年には吹田工場に入場していた103系改造車のP4編成が青緑色の単色塗装に変更され、同年5月22日に出場した[93][96]。以降順次塗り替えられ、2016年3月1日に全編成の塗装変更が完了した[97]。2017年まで一部の編成は「奈良旅万葉ラッピング列車」となっていた[98]。
- 新仙石色■■
  - 同線のスカイブルー（青22号）1色の103系が消滅するのと入れ替わるようにして登場。旧仙石線色から103系と同じスカイブルーの単一塗装に変更されたが、103系との識別のため、2か月ほどで細い白線2本が前面の窓下に追加された。
- 横浜支社訓練車色■■■■
  - 横須賀線久里浜駅構内にある横浜支社訓練センターで使用された訓練車の独自塗装。白色・青色・水色にアクセントとして黄色を入れている。
- 八王子支社訓練車色■■■■
  - 白を基調にオレンジの帯が窓下に1本入り、アクセントとして黄色と灰色が入れられる。八王子支社訓練センター（武蔵野線新秋津駅付近）で使用されていた。

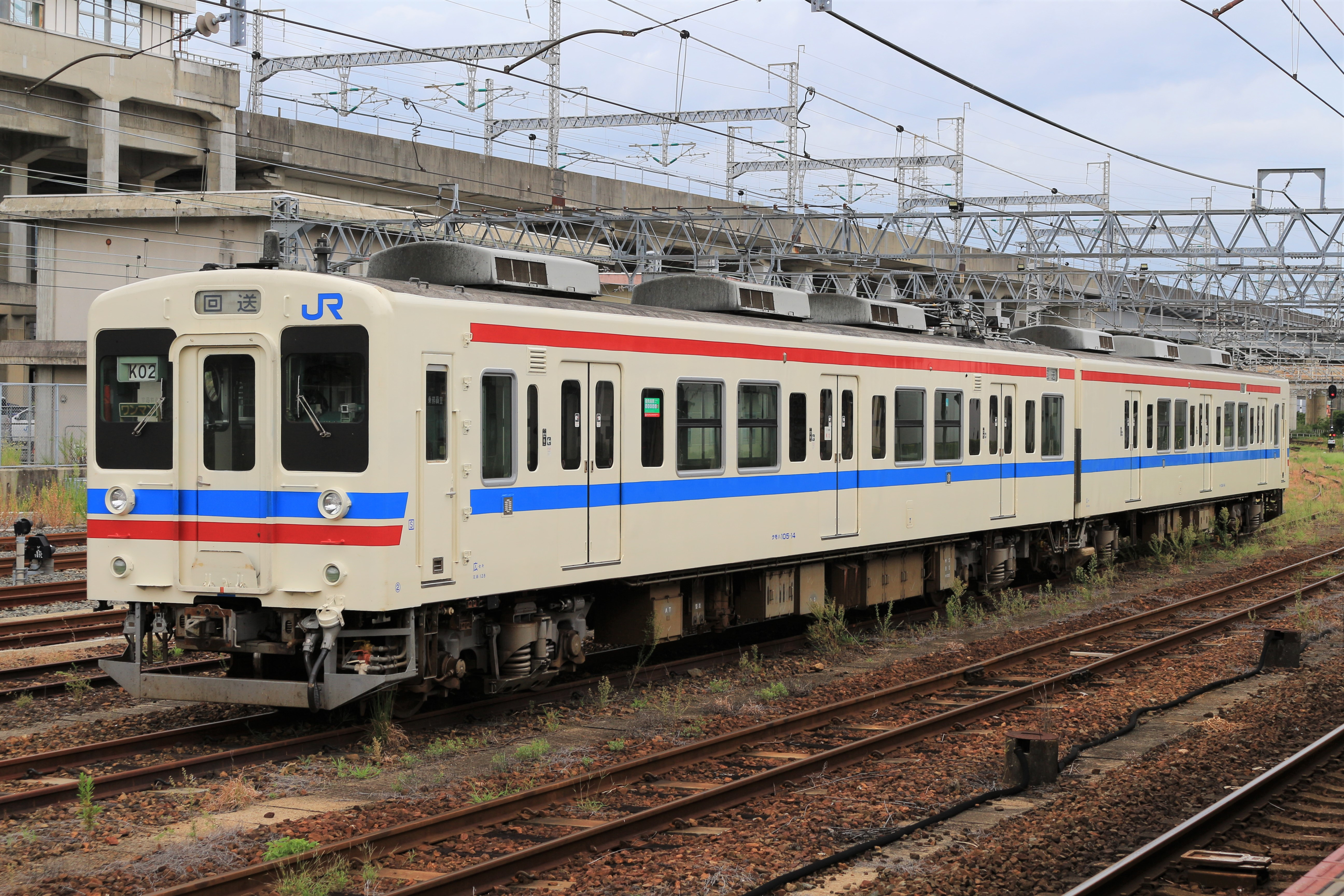
新広島色 （2022年9月18日 新山口駅）
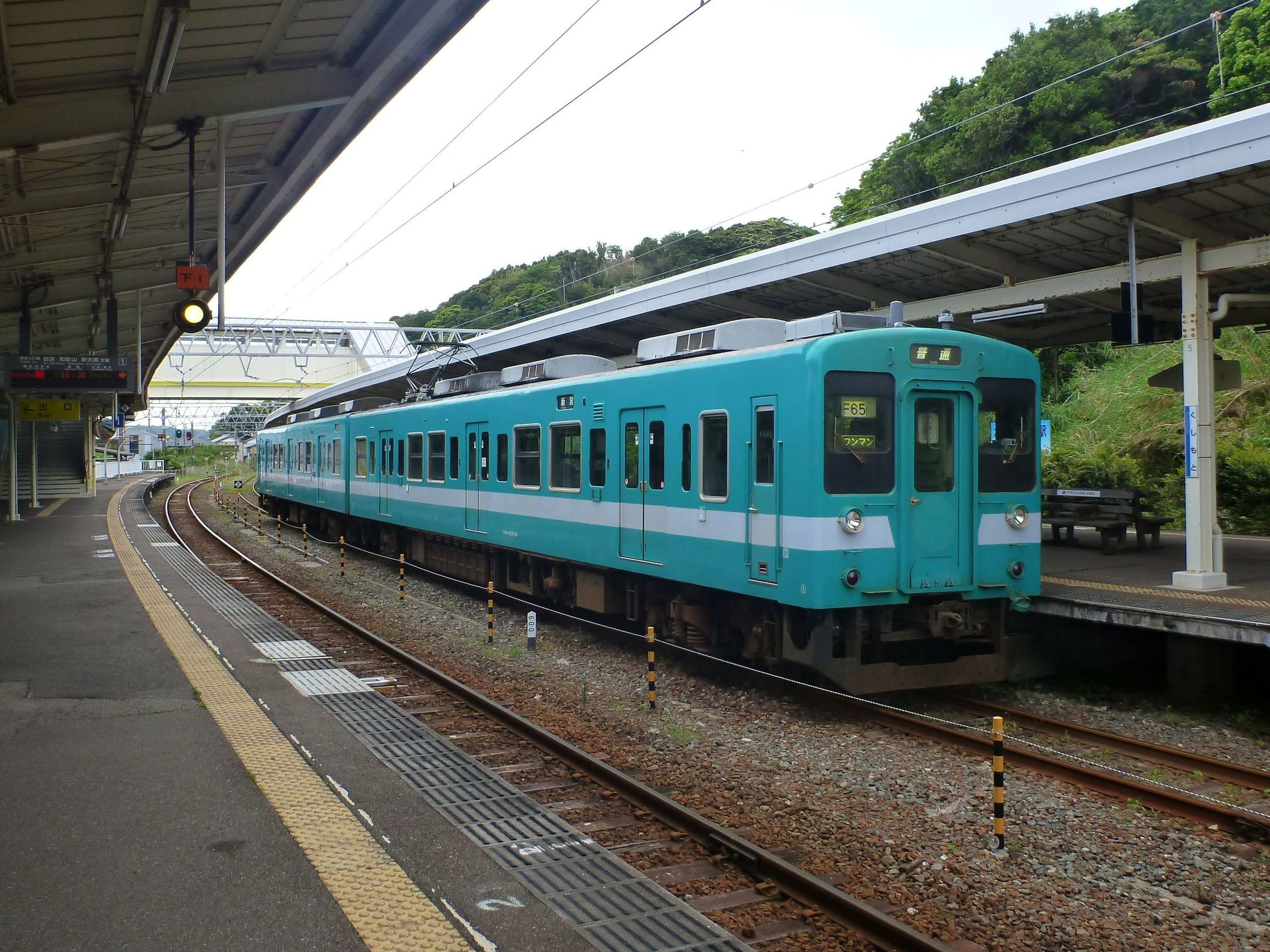
新和歌山色 （2015年4月29日 串本駅）
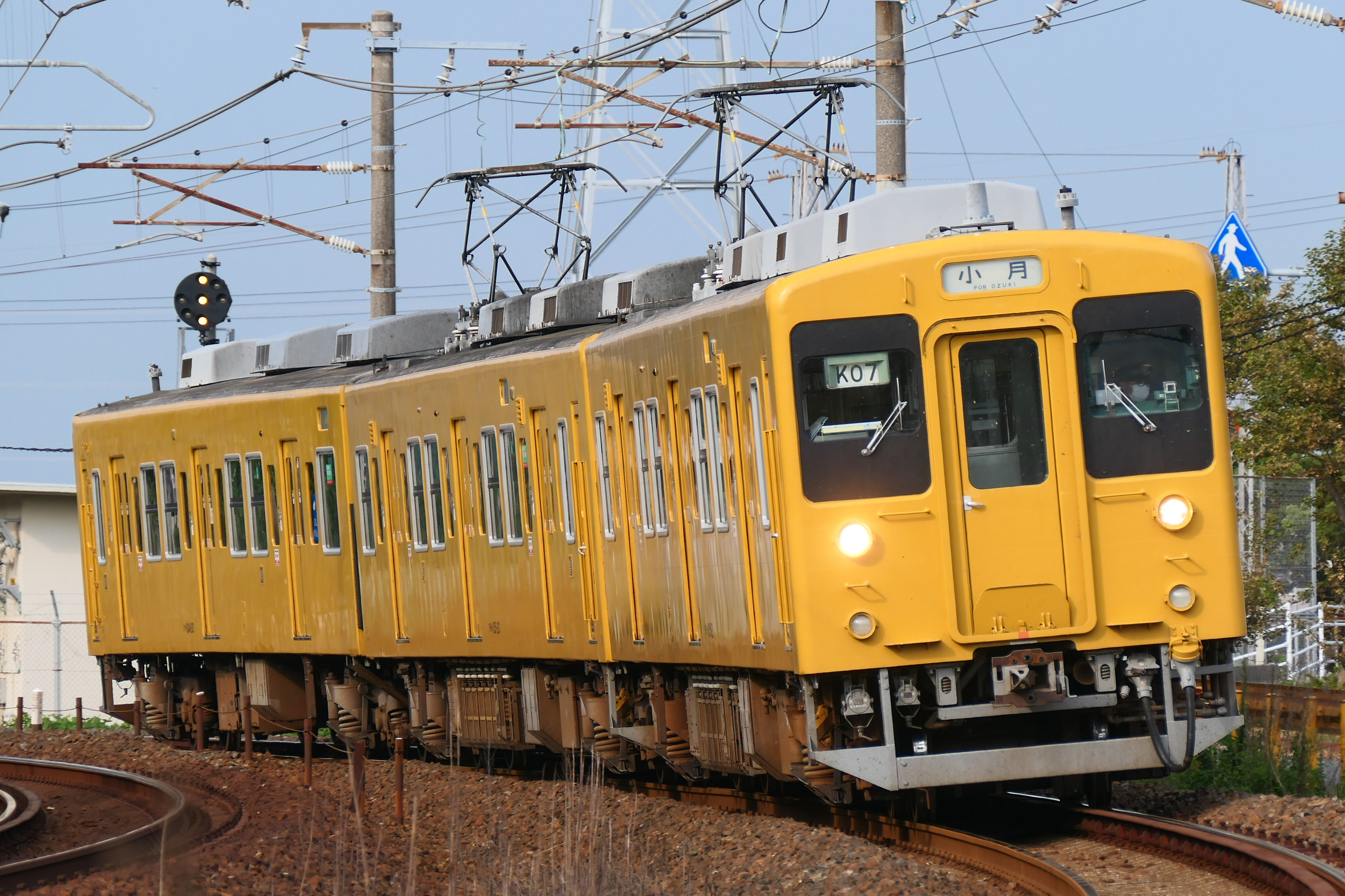
瀬戸内地区地域統一色 （2022年10月3日 新下関駅 - 長府駅間）
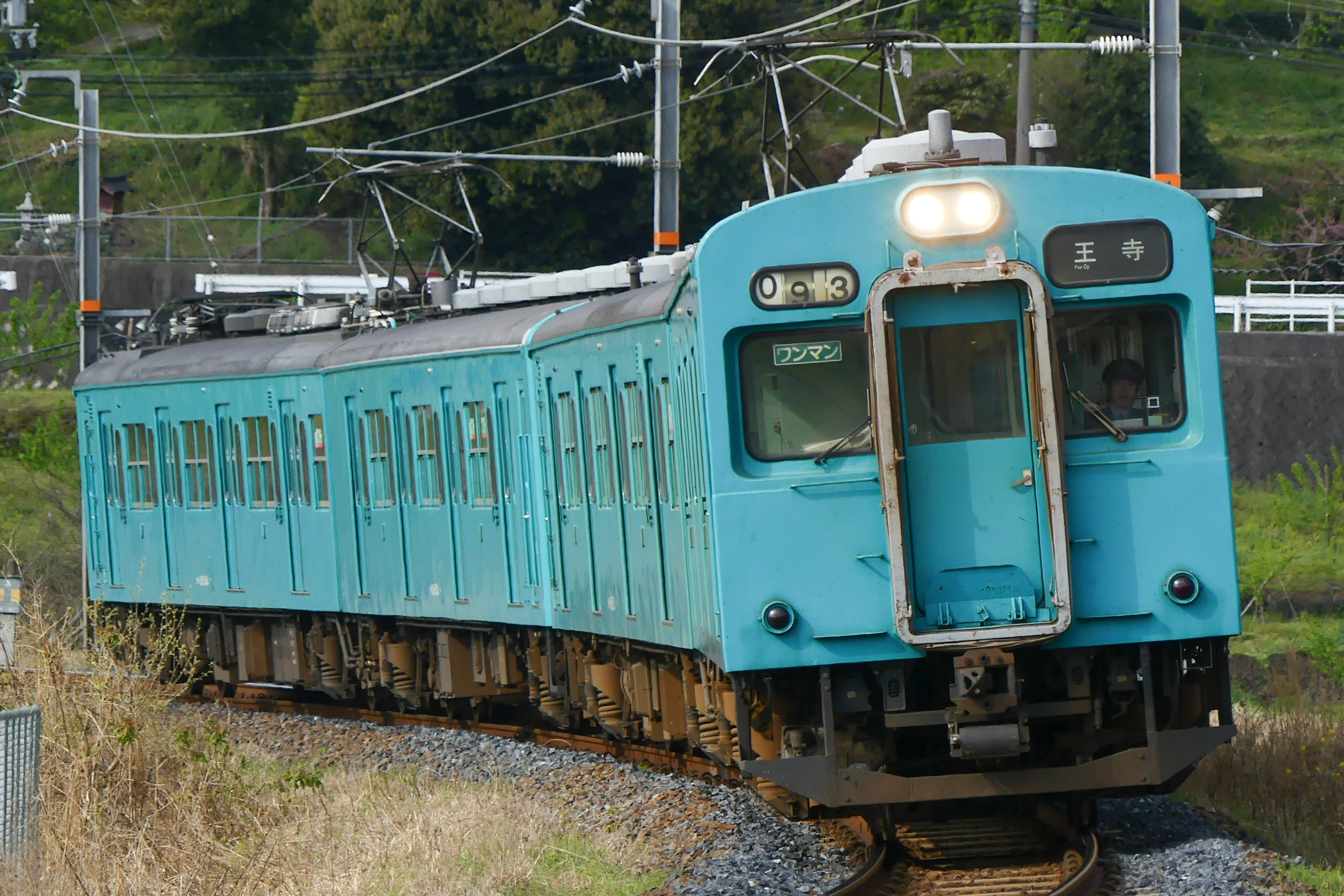
和歌山地区地域統一色 （2018年4月8日 西笠田駅 - 笠田駅間）
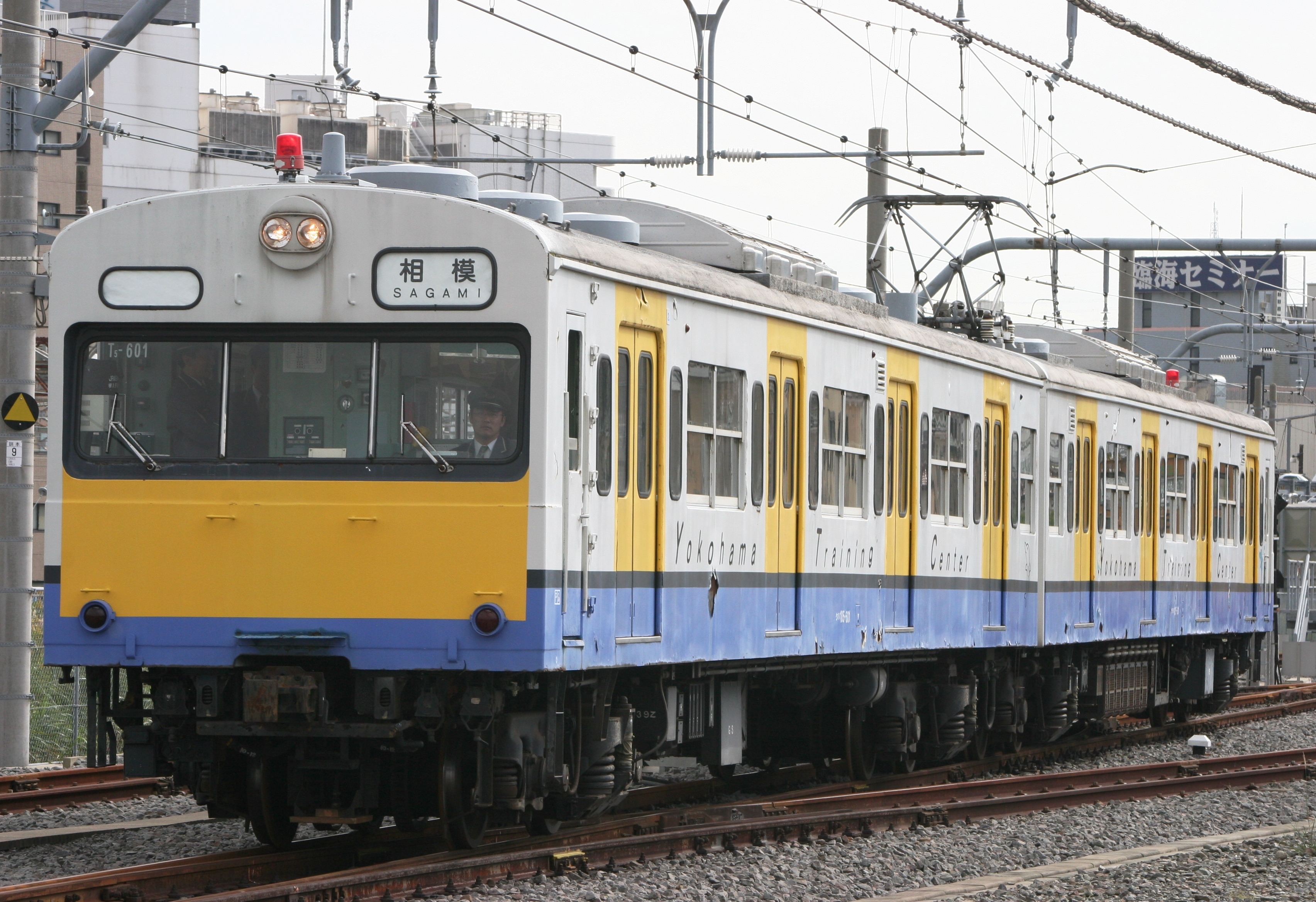
横浜支社訓練車色 （2006年10月26日 久里浜駅付近）
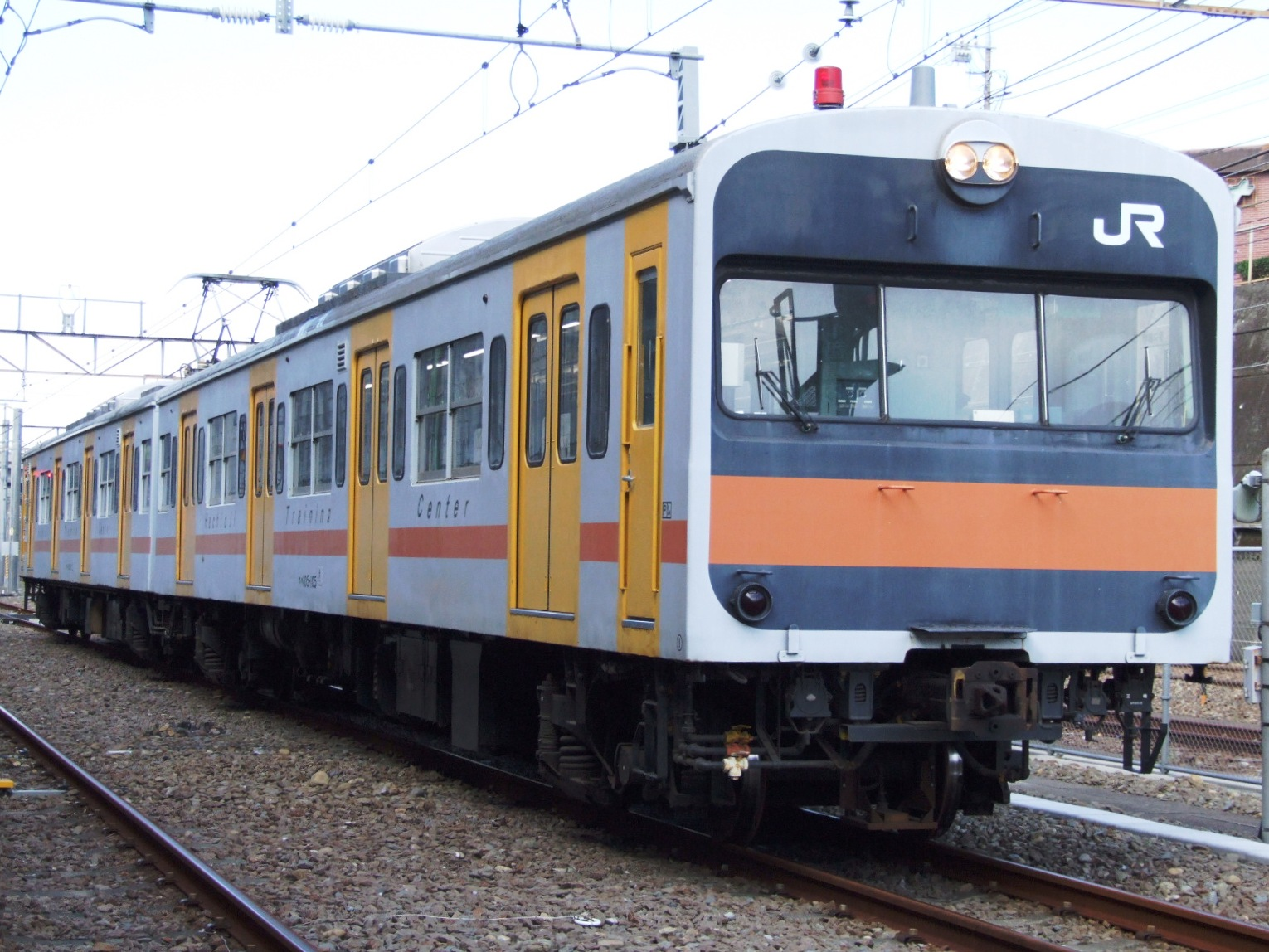
八王子支社訓練車色 （2008年8月7日 八王子支社総合訓練センター）